# Dopage en Russie

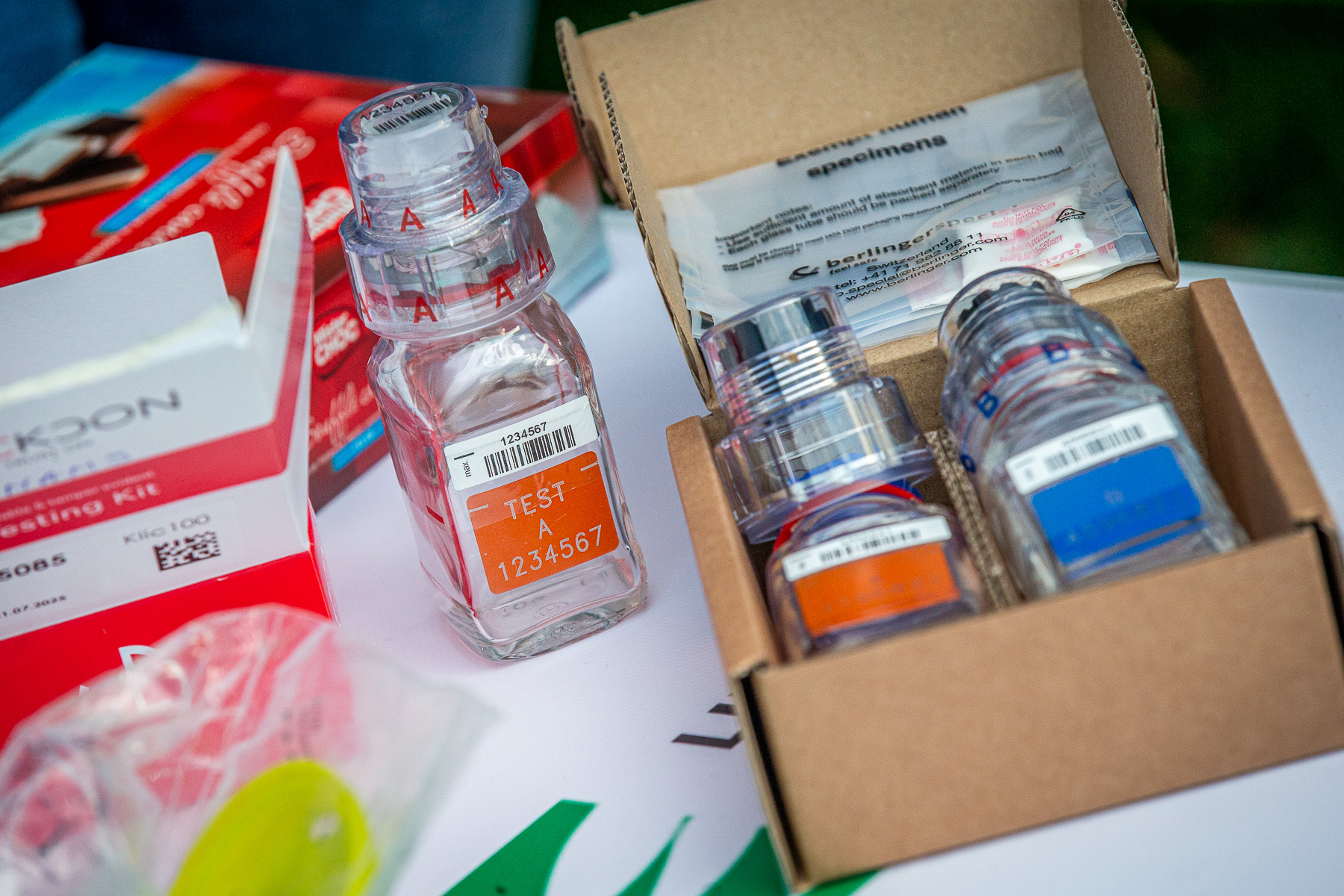
Flacons de sécurité pour prélèvement de dopage (BEREG-KIT)

Le dopage dans le sport en Russie fait principalement référence au système institutionnel mis en place entre 2011 et 2015 pour doper et couvrir de nombreux athlètes russes dans plusieurs grands évènements internationaux (Championnats du monde, Jeux olympiques) et progressivement mis à jour après les Jeux d'hiver à Sotchi en 2014. La Russie est le pays ayant le plus (43) de médaillés olympiques disqualifiés pour dopage, soit plus de quatre fois le total du deuxième pays. Sur la période concernée, plus d'un millier d'athlètes russes dans divers sports (été, hiver et sports paralympiques), ont bénéficié de dissimulation de cas positifs,,,,.
L'attention des médias commence à grandir en décembre 2014 lorsque la chaîne allemande ARD rapporte des faits qualifiés de « système de dopage d'État » en Russie, se rapprochant de celui de l'Allemagne de l'Est. L'Agence Mondiale Antidopage (AMA) publie un rapport en novembre 2015 très critique à l'égard de la Russian Anti-Doping Agency (en) (RUSADA) et de la Fédération russe d'athlétisme (ARAF),. En novembre 2015, l'Association internationale des fédérations d'athlétisme (IAAF) suspend la Russie indéfiniment de toutes manifestations sportives internationales en raison de la généralisation du dopage. L'agence antidopage du Royaume-Uni aide ensuite l'AMA en effectuant des tests en Russie. En juin 2016, ils signalent qu'ils ne sont pas en mesure de mener à bien leur travail, déplorant des intimidations par des agents armés du Service fédéral de sécurité (FSB).
Après que l'ancien directeur des laboratoires antidopage de Moscou et de Sotchi Grigory Rodchenkov, réfugié aux États-Unis, a fait des révélations détaillées concernant le programme de dopage des athlètes russes aux Jeux olympiques d'hiver de 2014 à Sotchi, l'AMA commande une enquête indépendante menée par le Professeur Richard McLaren. L'enquête de McLaren révèle des éléments de preuve corroborants, concluant dans un rapport publié en juillet 2016 que le Ministère des Sports (en) et le FSB ont mis en place un « système de sécurité sécurisé dirigé par l'État » en utilisant une « méthode de disparition des contrôles positifs » de « au moins fin 2011 à août 2015 ».
En réponse à ces constatations, l'AMA annonce que la RUSADA doit être considérée comme non conforme à l'égard du Code mondial antidopage et recommande que la Russie soit interdite de participer aux Jeux olympiques d'été de 2016 à Rio de Janeiro. Le Comité international olympique (CIO) rejette la recommandation de l'AMA et annonce qu'une décision sera prise individuellement par chaque fédération sportive,. Le 4 août 2016, un jour avant la cérémonie d'ouverture, 270 athlètes sont admis à la compétition, tandis que 167 autres sont refusés à cause de soupçons de dopage. Trois jours plus tard, le Comité international paralympique vote à l'unanimité l'interdiction pour toute l'équipe russe de participer aux Jeux paralympiques d'été de 2016, après avoir trouvé la preuve que la méthode pour faire disparaître les contrôles positifs était utilisée aux Jeux paralympiques d'hiver de 2014.
En février 2017, l'AMA déclare que les preuves contre de nombreuses personnes nommées dans le rapport McLaren pourraient être insuffisantes, parce que le laboratoire de Moscou a fait disparaître des prélèvements et que les autorités russes ne répondent pas aux demandes de preuves additionnelles. Le CIO met de son côté en place une commission d'enquête qui parvient à apporter les preuves scientifiques de cette entreprise de dopage. À partir de novembre 2017, les sanctions de disqualification pour dopage et participation « au schéma systémique » mis en place durant les Jeux d'hiver 2014 sont prononcées par le CIO contre 43 athlètes russes (au 21 décembre 2017), annulant treize médailles dont quatre en or. Par ailleurs, le Comité olympique russe, et donc la Russie en tant que nation participante, sont suspendus des Jeux olympiques de Pyeongchang 2018.
À la suite de manipulations et d'effacements constatés dans la base de données de l'ancien laboratoire antidopage de Moscou (l'AMA avait exigé sa fourniture), l'Agence Mondiale Antidopage décide le 9 décembre 2019 d'exclure la Russie des Jeux olympiques d'été de 2020 et des Jeux olympiques d'hiver de 2022, une suspension de quatre ans qui recouvre également l'interdiction d'organiser des compétitions internationales sur son sol. Comme cela a été le cas dans les Jeux précédents, les athlètes russes pourront concourir individuellement, sous bannière neutre, sans hymne et sans drapeau. Cette suspension est réduite à deux années par le Tribunal arbitral du sport.

## Antécédent: l'ère Soviétique

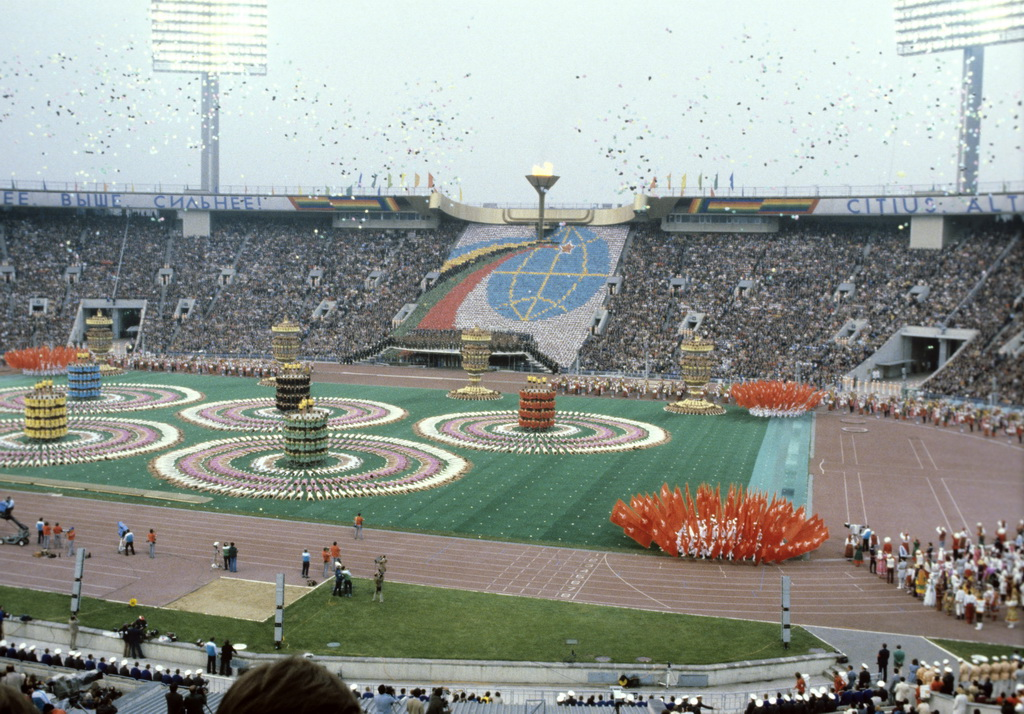
Les Jeux olympiques de 1980 « surnommés les Jeux des pharmaciens »

Selon le journaliste britannique Andrew Jennings, un colonel du KGB a déclaré que les policiers avaient trompé les autorités antidopage du Comité international olympique et contourné les contrôles de dopage, ce qui a permis aux athlètes soviétiques d'être « sauvés avec [ces] d'énormes efforts ». Aucun athlète n'a été contrôlé positif à l'occasion des Jeux olympiques de 1980 à Moscou, mais il a été affirmé que des athlètes ont commencé à utiliser de la testostérone et d'autres médicaments pour lesquels des tests n'avaient pas été encore développés. Ces Jeux de 1980 ont été qualifiés de Jeux olympiques de toxicos par un rapport de 1989 du comité du sénat australien qui a affirmé : « Il n'y a guère de médaillés d'argents aux Jeux de Moscou et certainement pas un médaillé d'or, qui ne soient pas sous une sorte de substance ou une autre: généralement plusieurs. Les JO de Moscou auraient pu être appelés les Jeux des pharmaciens ».
Des documents obtenus en 2016 ont révélé les plans de l'Union soviétique pour un système de dopage à l'échelle de l'État dans le domaine de la préparation des Jeux olympiques d'été de 1984 à Los Angeles. Daté avant la décision du pays de boycotter les Jeux, le document détaille les opérations existantes sur des programmes centrés sur les stéroïdes, ainsi que des suggestions pour d'autres améliorations. La communication, adressée au chef de l'athlétisme de l'Union soviétique, a été préparée par le Dr Sergei Portugalov de l'Institut pour la culture physique. Portugalov a également été l'un des principaux acteurs de la mise en œuvre du programme de dopage russe avant les Jeux olympiques d'été de 2016.

## Les questions du dopage, de 2001 à 2009
En 2008, sept athlètes russes sont suspendus avant les Jeux olympiques d'été de 2008 de Pékin pour avoir manipulé des échantillons d'urine. Le président de l'Union internationale de biathlon, Anders Besseberg, a déclaré : « Nous sommes confrontés à un dopage systématique à grande échelle dans l'une des équipes les plus fortes du monde. ».
Après le réexamen de 7 289 échantillons de sang prélevés entre 2001 et 2009 auprès de 2 737 athlètes, un rapport a révélé que le nombre d'échantillons suspects provenant du « Pays A » a dépassé les autres pays. L'un des auteurs a déclaré que le Pays A était la Russie.
En octobre 2009, le secrétaire général de l'IAAF Pierre Weiss a écrit à Valentin Balakhnichev (en) que des échantillons de sang provenant d'athlètes russes « atteignent certaines des valeurs les plus élevées jamais vues depuis que l'IAAF a commencé les contrôles » et que les tests réalisés lors des championnats du monde de 2009 « suggèrent fortement un abus systématique de dopage sanguin ou des variantes de l'EPO. ».

## Allégations de dopage d'État et documentaire de l'ARD diffusé en 2014

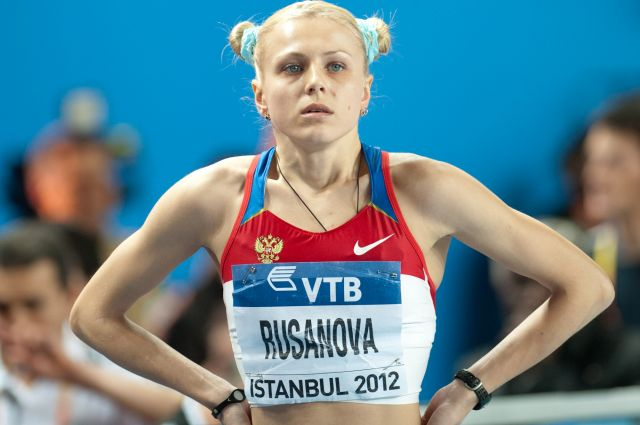
La lanceuse d'alerte Yuliya Stepanova a informé l'AMA sur le système de dopage russe.

En 2010, un employé de l'agence russe antidopage, la RUSADA, Vitali Stepanov, a commencé à envoyer des informations à l'Agence mondiale antidopage (AMA) en alléguant que la RUSADA avait mis en place un dopage systémique dans l'athlétisme. Il déclare avoir envoyé 200 e-mails, 50 lettres, échelonnés sur trois ans. En décembre 2012, Darya Pishchalnikova envoie un e-mail à l'AMA, contenant des détails sur un prétendu programme de dopage en Russie. Selon Le New York Times, l'e-mail a atteint trois représentants de l'AMA, mais l'agence a décidé de ne pas ouvrir une enquête et a plutôt renvoyé le courriel à un officiel des sports en Russie. Le journaliste britannique Nick Harris raconte qu'il a contacté le Comité international olympique avec des allégations au sujet du laboratoire de Grigory Rodchenkov de Moscou au début du mois de juillet 2013.
Selon Stepanov, « Même à l'AMA, il y avait des gens qui ne voulaient pas que cette histoire sorte », mais il raconte ensuite qu'une personne de l'organisation l'a mis en contact avec la chaîne allemande ARD. L'enquêteur en chef de l'AMA Jack Robertson estime que l'organisation est réticente à prendre des mesures et que l'attention des médias est nécessaire. Il obtient alors la permission de David Howman de contacter un journaliste. Le journaliste, Hajo Seppelt, avait déjà réalisé un reportage sur le dopage en Allemagne de l'Est et d'autres pays. En décembre 2014, l'ARD diffuse un documentaire de Hajo Seppelt – Geheimsache Dopage: Wie Russland seine Sieger macht (Le dopage secret : comment la Russie fabrique ses champions). Le documentaire émet des doutes sur l'État russe et sa participation systématique au dopage, qu'il décrit dans le « style Est-allemand ». Il comprend des témoignages de Stepanov et de sa femme, Yuliya Stepanova (née Rusanova), alléguant que les officiels russes en athlétisme fournissent des substances interdites en échange de 5 % des revenus d'un athlète et manipulent les tests avec l'aide des contrôleurs,. Le documentaire comprend des conversations enregistrées secrètement par Stepanova, par ex. Mariya Savinova racontant que ses contacts dans un laboratoire de Moscou avaient couvert son dopage. La coureuse russe de longue distance Liliya Shobukhova aurait payé 450 000 euros au président de la Fédération russe Valentin Balakhnichev pour couvrir un contrôle de dopage positif. Elle se plaint dans le reportage de ne pas avoir été remboursée de la totalité de la somme lorsqu'elle a été finalement suspendue. Selon les allégations, le Dr Sergei Portugalov, qui est également accusé d'avoir organisé le dopage parrainé par l'État au début des années 1980 en Union soviétique, était impliqué dans le système russe. L'agent de Shobukhova va se plaindre à Sean Wallace Jones, responsable des longues distances à l'Association internationale des fédérations d'athlétisme (IAAF) et celui-ci lance l'alerte.

## Répercussions

### 2015
En janvier 2015, le président de la Fédération russe d'athlétisme (ARAF) Valentin Balakhnichev (en) démissionne de son poste de trésorier de l'Association internationale des fédérations d'athlétisme (IAAF).
En réponse au documentaire de l'ARD, l'AMA commande une enquête, dont le rapport est publié le 9 novembre 2015,. Le document de 323 pages, décrit comme « accablant » par The Guardian, rapporte un dopage généralisé et à grande échelle couvert par les autorités russes. Il fait état que le Service Fédéral de Sécurité (FSB) a régulièrement visité et interrogé le personnel de laboratoire et chargé certains d'entre eux de ne pas collaborer avec l'enquête de l'AMA:196–197. Deux membres du personnel racontent qu'ils suspectent que les bureaux et les téléphones soient sur écoute:196–197. Le rapport recommande que l'ARAF soit déclarée non-conforme par l'Agence mondiale antidopage et que le Comité international olympique ne doit pas autoriser la présence des athlètes russes lors des Jeux olympiques d'été de 2016 jusqu'à sa mise en conformité,.
Un jour plus tard, l'AMA suspend le Centre antidopage de Moscou, interdisant le laboratoire « de la réalisation de toutes activités liées à la lutte contre le dopage, y compris les analyses d'urine et d'échantillons de sang ». Le 13 novembre, le conseil de l'IAAF vote 22 voix contre 1 en faveur de l'interdiction de la Russie de participer à des événements sportifs, avec effet immédiat. En vertu d'autres sanctions contre l'ARAF, la Russie est également interdite d'organiser la Coupe du monde de marche 2016 (Tcheboksary) et les Championnats du monde juniors d'athlétisme 2016 (Kazan). L'ARAF doit également confier les affaires de dopage à la Cour d'Arbitrage du sport. L'ARAF accepte la suspension pour durée indéterminée de l'IAAF et ne demande pas d'audience. Les efforts déployés par l'ARAF pour être réintégrée par l'IAAF seront supervisés par une équipe de cinq personnes de l'IAAF. Le 18 novembre 2015, l'AMA suspend la RUSADA (en), ce qui signifie que la Russie ne possède plus d'organisation antidopage fonctionnelle, et ceci pour aucun sport.
En novembre 2015, la France initie une enquête criminelle sur l'ancien président de l'IAAF Lamine Diack, alléguant qu'en 2011, il a accepté 1 million d'euros de pot-de-vin de la Fédération russe d'athlétisme pour couvrir des cas de dopage positif d'au moins six athlètes russes. Son procès a lieu en juin 2020. Reconnu coupable de corruption active et passive et d'abus de confiance, il est condamné à quatre ans de prison, dont deux ferme, le 16 septembre 2020.

### 2016

#### De janvier à mai

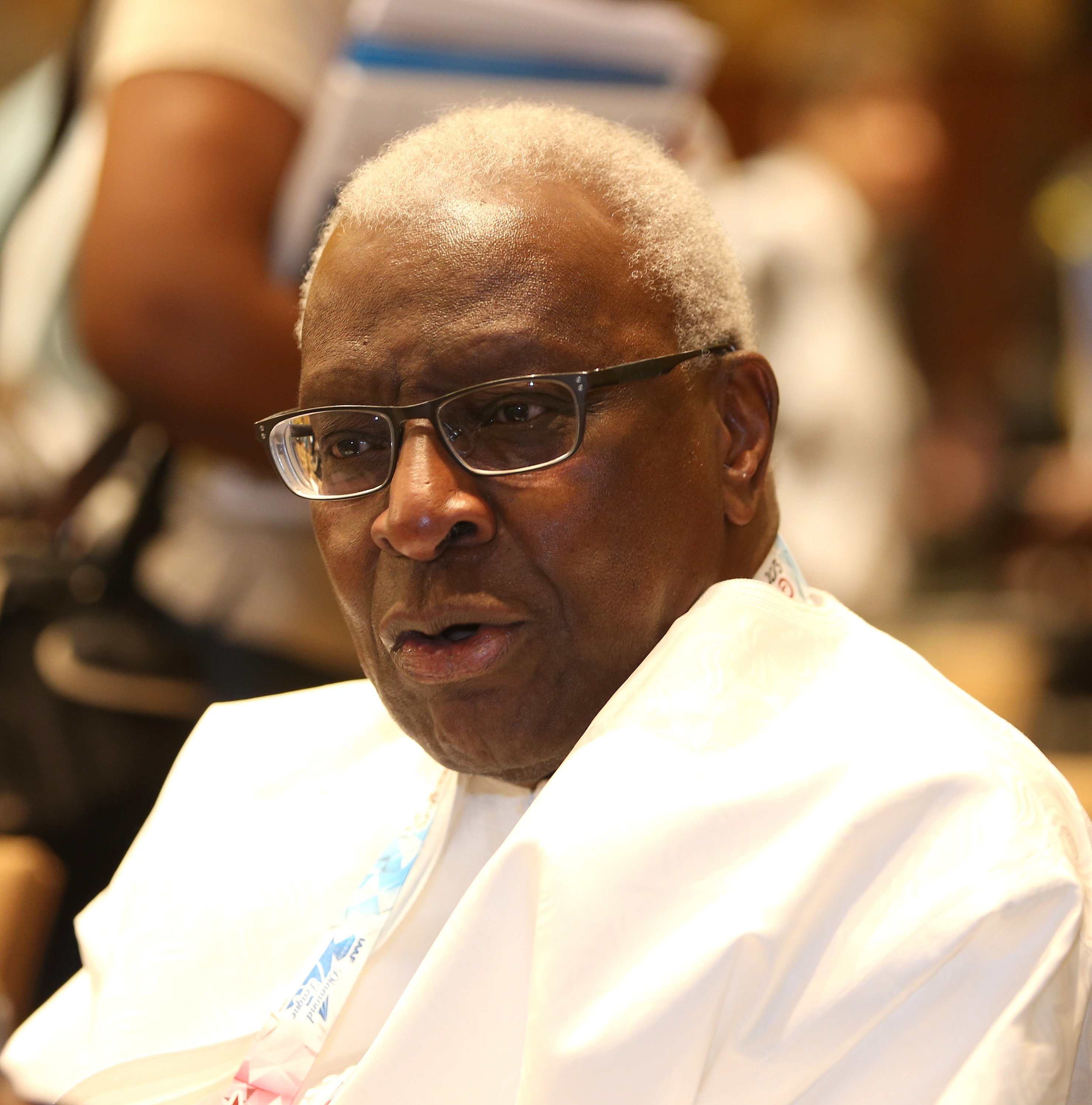
Lamine Diack est reconnu coupable d'avoir touché des pots-de-vin pour couvrir les cas de dopage russes.

En janvier 2016, l'IAAF prononce une interdiction à vie envers l'ancien chef de la fédération russe d'athlétisme, Valentin Balakhnichev, et un entraîneur en chef russe, Aleksey Melnikov.
À la mi-janvier, elle publie le deuxième rapport de sa commission indépendante. Le mois suivant, l'agence britannique Antidopage (UKAD) a été chargée de surveiller les tests en Russie.
Deux anciens directeurs de la RUSADA (en), Vyacheslav Sinyev et Nikita Kamaev, décèdent en février 2016. Le Sunday Times rapporte que Kamaev avait approché le journal peu de temps avant sa mort, et qu'il prévoyait de publier un livre sur « la véritable histoire du sport, de la pharmacologie et du dopage en Russie depuis 1987 ». Grigori Rodchenkov, un directeur de laboratoire décrit par l'AMA comme « le cœur du dopage en Russie », est congédié par les autorités russes. Craignant pour sa sécurité, il fuit aux États-Unis, où il partage des informations, avec l'aide du cinéaste Bryan Fogel, ce qui a été documenté dans le film Icarus.
En mars 2016, l'ARD diffuse le documentaire Russia's Red Herrings (les Harengs Rouges Russes), alléguant que les athlètes sont alertés avant d'être contrôlés et qu'ils bénéficient de substances interdites offertes par des personnes de la RUSADA et de l'ARAF. Selon un rapport paru en mai 2016 dans le New York Times, le directeur d'un important laboratoire, Grigori Rodchenkov, déclare que des experts du dopage ont collaboré avec les services secrets russes pour mettre en place un programme de dopage dans lequel des échantillons d'urine ont été remplacés par d'autres par le biais d'un trou dans un mur du laboratoire. Il raconte qu'au moins quinze médaillés des Jeux olympiques d'hiver de 2014 sont concernés. Le 19 mai, l'AMA nomme Richard McLaren pour mener une enquête sur les Jeux olympiques d'hiver de 2014 à Sotchi.

#### Juin

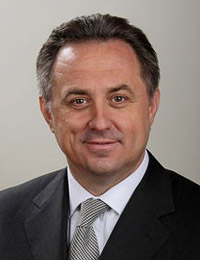
Vitaly Mutko, ministre des sports russes.

Un documentaire de l'ARD diffusé en juin 2016 implique le ministre des sports russes Vitaly Mutko, dans la couverture en matière de dopage d'un joueur de football du FK Krasnodar. Dans le même mois, le secrétaire général adjoint de l'IAAF Nick Davies est provisoirement suspendu, car il lui est reproché d'avoir couvert des athlètes russes,. Selon la BBC, des e-mails envoyés à partir de juillet 2013 montrent que Davies avait discuté de la manière pour retarder ou minimiser l'annonce sur des athlètes russes contrôlés positifs.
En juin 2016, l'AMA publie un rapport indiquant que le travail de ses Agents de contrôle du dopage (ACD) a été limitée par une « quantité importante d'indisponibilité des athlètes et de contrôles manqués », l'insuffisance ou inexactitude des informations de localisation des athlètes et le peu d'information au sujet de l'emplacement ou de la date des compétitions. Certains athlètes vivent au sein de villes militaires nécessitant une autorisation spéciale pour entrer à leur domicile ou sur certains championnats nationaux, y compris les qualifications olympiques qui ont eu lieu dans des villes disposant d'un accès restreint en raison de conflits civils, empêchant les tests sur les compétiteurs. L'AMA a également signalé l'intimidation des agents armés du FSB et des « retards importants » avant d'être autorisés à entrer dans les lieux, ainsi qu'une surveillance constante par du personnel de sécurité. De plus, elle note des retards dans la réception des listes d'athlète et l'ouverture des colis avec les échantillons par la douane russe. 90 % des athlètes russes n'ont pas répondu ou ont refusé « avec insistance » lorsque l'AMA a demandé à les interviewer dans le cadre de son enquête. Le Directeur général, David Howman, déclare, « C'était le bon moment pour ceux qui se considéraient comme propre [d'approcher l'AMA]. Ils ont eu neuf mois, beaucoup de temps, et personne n'est venu de l'avant. ».
Le 17 juin, le Conseil de l'IAAF tient une réunion extraordinaire « principalement pour donner une occasion de plus à la Fédération russe d'athlétisme (RusAF) de satisfaire au rétablissement des conditions pour réintégrer l'IAAF ». Un groupe de travail présidé par Rune Andersen recommande de voter contre le rétablissement de la Russie, après avoir déclaré que les critères n'avaient pas été respectés et qu'il y avait « des allégations détaillées, qui sont déjà en partie justifiées, que les autorités russes, loin de soutenir l'effort de la lutte contre le dopage, ont en fait orchestré un dopage systématique et couvert les résultats d'analyse anormaux ». L'IAAF a voté à l'unanimité de maintenir son interdiction.
Une semaine plus tard, la Fédération internationale d'haltérophilie (IWF), décide de suspendre la Russie ainsi que deux autres pays durant un an. Le 3 août 2016, le CIO ratifie la décision de Fédération et l'équipe d'haltérophilie est exclue des Jeux olympiques d'été de 2016,.

#### Juillet

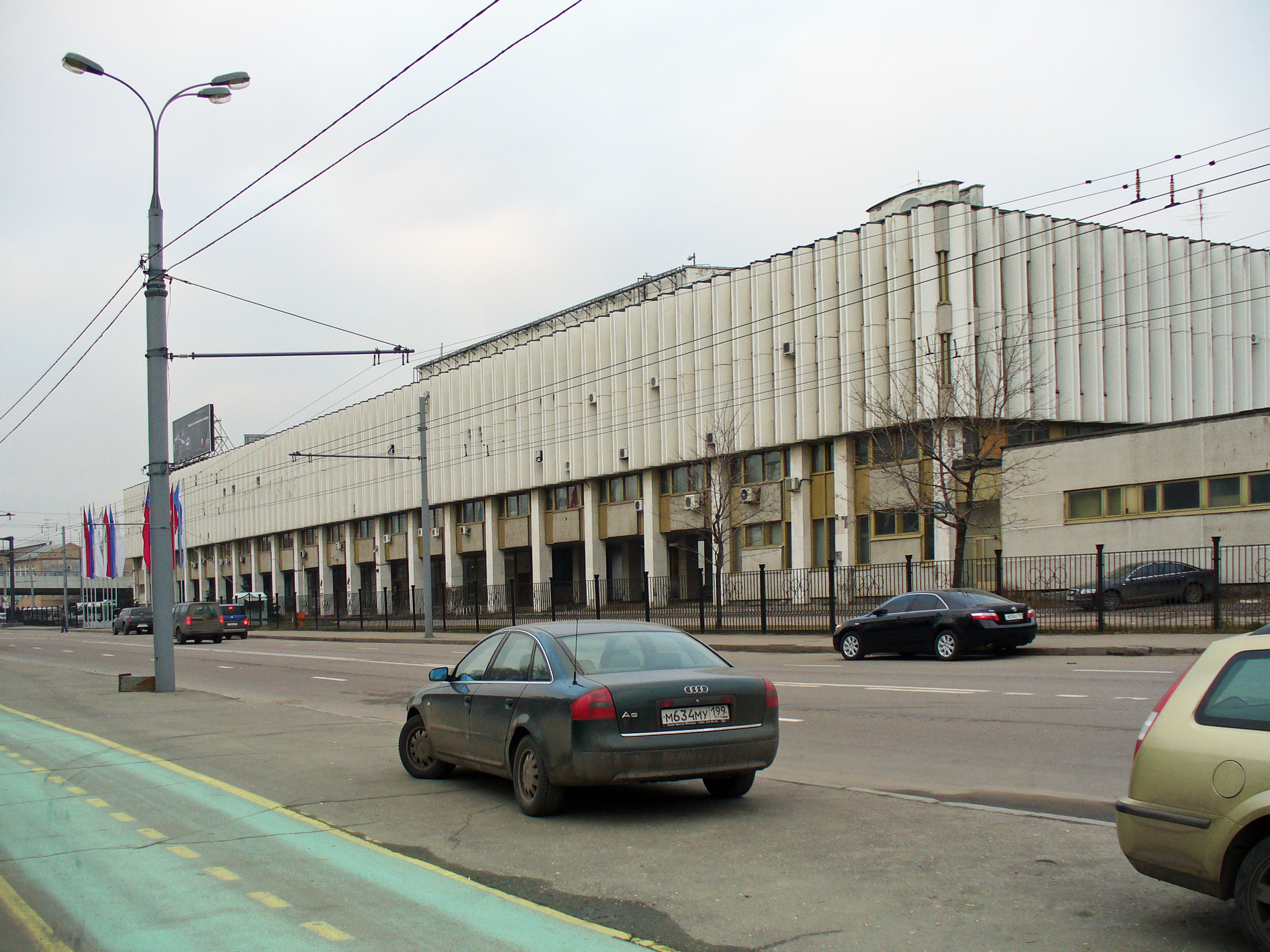
Siège du Comité olympique russe à Moscou.

Le 18 juillet 2016, Richard McLaren (en), un avocat canadien retenu par l'AMA pour enquêter sur les allégations de Rodchenkov, publie un rapport de 97 pages sur un important système de dopage mis en place par l'État russe,. Bien que limitée par un laps de temps de 57 jours, l'enquête révèle des preuves corroborantes après avoir mené des entretiens avec des témoins, l'examen de milliers de documents, l'analyse de plusieurs disques durs, l'analyse médico-légale des prélèvements d'échantillons d'urine et l'analyse individuelle en laboratoire d'échantillons d'athlètes:5. Le rapport conclut qu'il est montré « hors de tout doute raisonnable » que le ministère russe du Sport, le Centre of Sports Preparation of the National Teams of Russia, le Service fédéral de sécurité de la fédération de Russie (FSB), et le laboratoire accrédité par l'AMA à Moscou ont opéré pour la protection des athlètes russes dopés, selon un système « à sécurité intégrée » régi par l’État, qualifié dans le Rapport de « méthode de dissimulation des résultats positifs »,,,,. McLaren a déclaré que les échantillons d'urine étaient ouverts à Sotchi afin de les échanger « sans laisser d'indice pour un œil non averti ». Berlinger Group, le producteur officiel des bouteilles de sécurité BEREG-KIT, utilisées pour les tests antidopage, a déclaré: « Nous ne connaissons pas les spécifications, les méthodes ou les procédures impliquées dans les essais et les expériences menées par la Commission McLaren ».
Selon le rapport McLaren, la méthode utilisée - surnommée Disappearing Positive Methodology - est active à partir de « au moins la fin de 2011 jusqu'à août 2015 »:35. Elle est utilisée sur 643 échantillons positifs, un nombre que les auteurs considèrent être « un minimum » en raison de l'accès limité aux dossiers russes:39. Le système a couvert des résultats positifs dans un large éventail de sports:41 :
- Athlétisme (139)
- Haltérophilie (117)
- Sports non-olympiques (37)
- Sports paralympiques (35)
- Lutte (28)
- Canoë (27)
- Cyclisme (26)
- Skating (24)
- Natation (18)
- Hockey sur glace (14)
- Ski (13)
- Football (11)
- Aviron (11)
- Biathlon (10)
- Bobsleigh (8)
- Judo (8)
- Volley-ball (8)
- Boxe (7)
- Handball (7)
- Taekwondo (6)
- Escrime (4)
- Triathlon (4)
- Pentathlon moderne (3)
- Tir (3)
- Beach-volley (2)
- Curling (2)
- Basketball (1)
- Voile (1)
- Snowboard (1)
- Tennis de table (1)
- Water polo (1)

En réponse à ces conclusions, l'AMA annonce que RUSADA doit être considérée comme non conforme par rapport au Code mondial antidopage et recommande que la Russie soit interdite de participer aux Jeux olympiques d'été de 2016. Le Comité international olympique (CIO) décide de décliner les accréditations pour les Jeux 2016 demandées par les fonctionnaires du ministère des sports russes et des personnes impliquées dans le rapport, pour commencer une nouvelle analyse et une enquête complète sur les concurrents russes aux Jeux olympiques de Sotchi. Il demande à chaque fédération sportive de rechercher un nouvel organisateur pour les événements sportifs attribués à la Russie,.
Le 21 juillet 2016, le Tribunal arbitral du sport (TAS) rejette l'appel du Comité olympique russe et des 68 athlètes russes. Le lendemain, le Comité international paralympique entame une procédure de suspension contre le Comité national paralympique russe. Le 24 juillet, le CIO rejette la recommandation de l'AMA d'interdire la Russie aux Jeux olympiques d'été et annonce qu'une décision sera prise par chaque fédération sportive, chaque décision positive avoir devant être approuvée par un arbitre du TAS. Le président de l'AMA Craig Reedie déclare : « L'AMA est déçue que le CIO n'ait pas pris en compte la recommandation de son comité exécutif qui était basée sur les résultats de l'enquête McLaren et aurait assuré une approche claire, forte et harmonisée. ». Sur la décision du CIO d'exclure Stepanova, le directeur général de l'AMA Olivier Niggli signale que son agence est « très inquiète du message que cela envoie aux lanceurs d’alerte à l’avenir. »,.
Le 30 juillet 2016, le CIO annonce que la décision finale sur la présence de chaque athlète russe sera faite par un jury du CIO nouvellement créé et composé de Uğur Erdener, Claudia Bokel et Juan Antonio Samaranch Jr,.

#### Août à septembre
À l'origine la Russie a présenté une liste de 389 athlètes pour la compétition des Jeux olympiques de Rio. Le 7 août 2016, le CIO valide la présence de 278 athlètes, tandis que 111 sont privés de compétition à cause du scandale (dont 67 athlètes suspendus par l'IAAF avant la décision du CIO),.

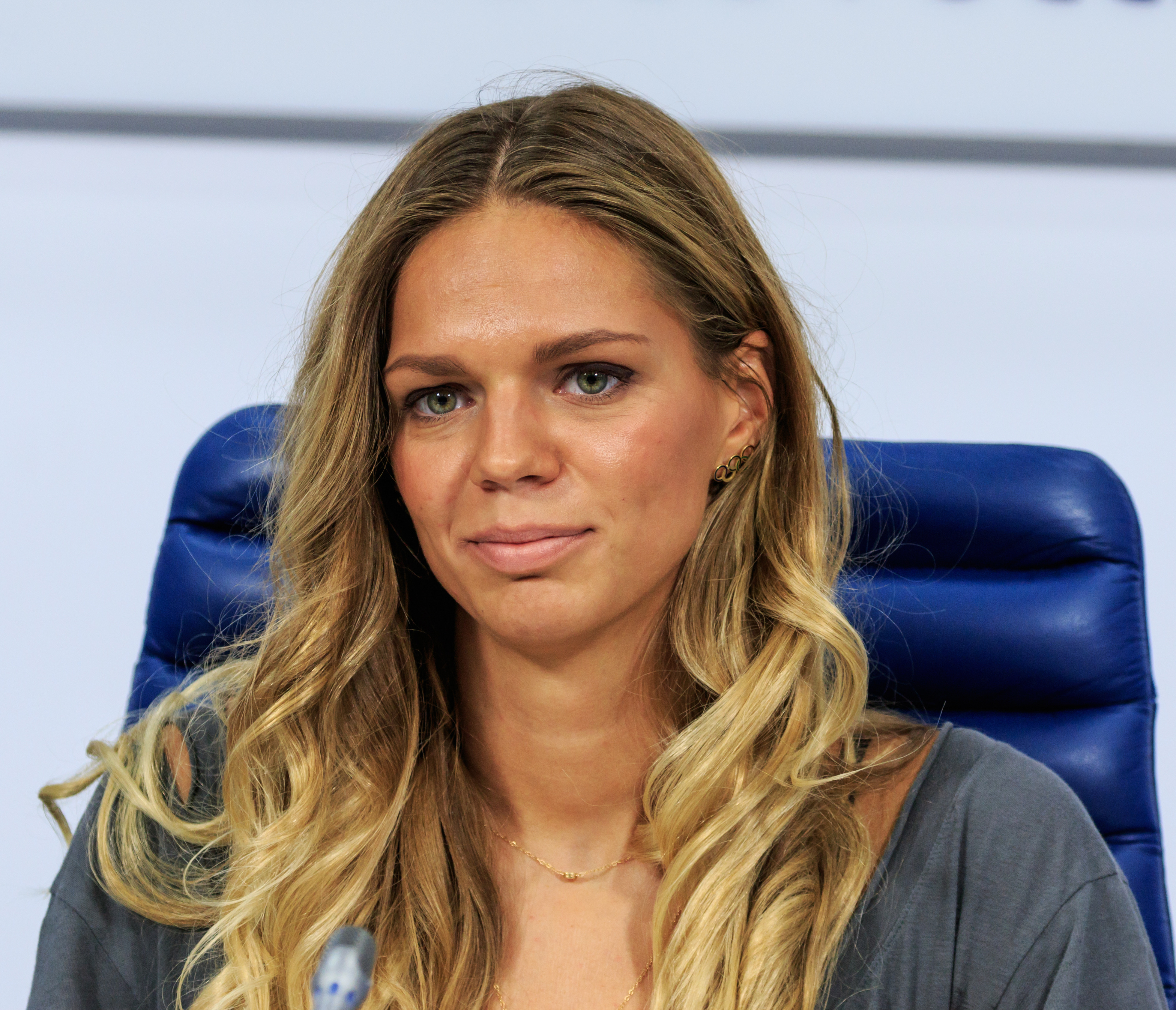
Yulia Efimova, suspendue pour dopage, a participé avec succès aux Jeux de Rio

Les échantillons de 27 athlètes paralympiques russes des Jeux de Sotchi ont été réanalysés et le Comité international paralympique (CIP) a constaté que des tests négatifs à l'origine étaient en fait positifs. Devant ces preuves évidentes d'utilisation de la Disappearing Positive Methodology lors des Jeux paralympiques d'hiver de 2014 à Sotchi. le Conseil d'administration du CIP vote à l'unanimité le 7 août 2016, l'interdiction de l'ensemble de l'équipe russe aux Jeux paralympiques d'été de 2016. Le CIP cite l'incapacité du Comité paralympique russe (CPR) à faire respecter le code mondial antidopage, qui est « une exigence constitutionnelle fondamentale ». Le président du CIP, Sir Philip Craven décrit le système antidopage russe comme « entièrement compromis » et le 18 juillet 2016, comme « l'un des jours les plus sombres de l'histoire de tous les sports ». Il rajoute que le gouvernement russe a « catastrophiquement laissé tomber ses sportifs paralympiques »,. Todd Nicholson, le président du Conseil des athlètes du CIP, déclare que la Russie a utilisé ses athlètes comme des « pions [...] pour réaliser des prouesses mondiales ». Le 23 août 2016, le Tribunal arbitral du sport rejette l'appel de la Russie, en déclarant que la décision du CIP a été « effectuée conformément aux règles du CIP et est proportionnée aux circonstances » et que la Russie « n'a pas déposé de preuve contredisant les faits sur lesquels la décision du CIP s'est basée »,. Fin juillet 2016, le Tribunal fédéral suisse rejette un autre appel de la Russie, en rappelant que le CPR « devait démontrer qu'il avait rempli et est à même de continuer à remplir ses devoirs concernant le respect des règles antidopage ; il devait aussi établir qu'il a un intérêt à la levée immédiate de sa suspension et que cet intérêt l'emporte sur celui du CIP à lutter contre le dopage et à assurer l'intégrité du sport. Il ne l'a fait d'aucune façon ». Rejetant un appel de dix athlètes, un tribunal allemand a déclaré que la CIP ne devait pas être en mesure de leur permettre de participer et que le comité avait « justifié de manière compréhensible » sa décision.
Dans une interview accordée à NRK, le directeur général de l'AMA, Olivier Niggli, déclare que « la Russie nous menace, nous et nos informateurs », en mentionnant des tentatives quotidiennes de piratage et les maisons sous écoute. Il raconte que l'agence a « une très bonne suspicion » sur le fait que les pirates informatiques soient russes et que les gouvernements occidentaux les connaissent déjà. Il rajoute : « Je pense que cela cessera s'il cessent de nous regarder comme un ennemi, et acceptent plutôt qu'il y a un problème et que nous devons travailler ensemble pour résoudre. Mais pour le moment, ils envoient complètement des mauvais signaux ».

#### Octobre à décembre
En octobre 2016, le ministre russe des Sports, Vitaly Mutko, est promu au vice-premier ministre, alors qu'il est dans le même au temps confronté à des allégations comme quoi il a couvert des contrôles positifs.
Le 3 novembre 2016, la Russie approuve la loi antidopage visant les entraîneurs.
Le 15 novembre 2016, Berlinger introduit un nouveau design pour ces bouteilles collectant les échantillons lors d'un contrôle antidopage. Un porte-parole déclare plus tard: « Nous travaillons avec des spécialistes en médecine légale de différentes nations. Nous voulons toujours rester un peu en avance sur ces tricheurs, mais vous ne pouvez pas éviter un système tel que les Russes ont construit ».
Le 7 décembre 2016, Yelena Isinbayeva devient la présidente du conseil de surveillance de l'Agence antidopage russe.
Le 9 décembre 2016, McLaren publie la deuxième partie de son rapport. Selon le rapport, de 2011 à 2015, plus de 1000 concurrents russes dans divers sports (y compris été, hiver et sports paralympiques) ont bénéficié des méthodes de dissimulation de contrôles positifs,,,. Cependant, McLaren est revenu plus tard sur cette affirmation lorsque les cas ont été portés devant les tribunaux, reformulant celle-ci non pas comme un fait, mais seulement une possibilité. Comme indiqué à la page 68 du verdict du TAS pour Alexander Legkov : « Le professeur McLaren a ensuite expliqué que, à cet égard, si son enquête obtenait la preuve qu'un athlète particulier pouvait avoir bénéficié du programme, alors cela ne voulait pas dire qu'il en bénéficiait. Cela ne voulait pas dire que il a commis [une] violation des règles antidopage. ». Des courriels indiquent que figurent dans cette liste des haltérophiles aveugles, qui ont peut-être reçu des médicaments sans leur connaissance, et un garçon de quinze ans. Un groupe de travail de l'IAAF a annoncé que la Russie ne pouvait pas être réintégrée parce que le pays n'avait toujours pas d'agence fonctionnelle de dépistage des drogues et n'avait pas accepté les résultats des enquêtes.

### 2017
En février 2017, le vice-président de la Fédération russe d'athlétisme, Andrey Silnov, tient une conférence de presse à Moscou à côté d'un ancien athlète soviétique, le sauteur en longueur Igor Ter-Ovanessian qui estime que « les succès obtenus par l'Allemagne de l'Est par le biais du dopage d'État sont des résultats légitimes de « bonne pharmacologie » et ne doivent pas être condamnés ». Plus tard ce mois-là, l'AMA déclare que les preuves contre de nombreuses personnes nommées dans le rapport McLaren pourraient être insuffisantes parce que le laboratoire de Moscou avait détruit des échantillons de dopage et que les autorités russes ne répondaient pas aux demandes de preuves additionnelles,.
Un groupe de travail de l'IAAF présidé par Rune Andersen publie un rapport intermédiaire en avril 2017. Le président Sebastian Coe réagit : « Il y a des tests, mais c'est encore trop limité. Le comité d'enquête russe refuse toujours de remettre des échantillons de passeports biologiques d'athlètes pour des tests indépendants de laboratoires, nous avons encore des athlètes dans des villes fermées où l'accès est difficile ou impossible, le fait que des entraîneurs d'un système opaque continuent d'exercer et nous avons l'entraîneur-chef de RUSAF refusant de signer son propre engagement de nettoyer l'athlétisme. ». Le rapport a également noté le cas du dénonciateur Andrei Dmitriev, qui avait fui la Russie après avoir été menacé d'emprisonnement. Coe déclare : «Toute personne ayant des informations sur un système qui n'a pas réussi à protéger les buts et les aspirations des athlètes propres doit se sentir en sécurité.». Andersen remet en question le choix de Yelena Isinbayeva, qui avait demandé que la lanceuse d'alerte Yuliya Stepanova soit "bannie à vie", en tant que présidente du conseil de surveillance de RUSADA. Andersen explique qu'« il est difficile de voir comment cela contribue à la réalisation des changements souhaités dans la culture de l'athlétisme ou à la manière dont il aide à promouvoir un environnement ouvert pour les dénonciateurs russes », notant qu'Isinbayeva avait décrit un rapport de l'AMA sans fondement, sans même l'avoir lu et avait critiqué publiquement les dénonciateurs (Dmitriev et les Stepanovs).
Il est dévoilé en août que la Russie envisageait un plan de dopage pour le Mondial de football 2018, dont elle était le pays organisateur.
L'Union Internationale de Biathlon a suspendu deux biathlètes qui étaient dans les Jeux de Sotchi : Olga Vilukhina et Yana Romanova, selon La Gazzetta dello Sport. Vilukhina a remporté l'argent au sprint, et les deux femmes faisaient partie de l'équipe de relais qui a remporté la médaille d'argent.
La Fédération Internationale de Bobsleigh et Skeleton a suspendu quatre athlètes. Ils sont parmi les six athlètes de l'équipe du skeleton : Nikita Tregubov, Alexandre Tretyakov, Sergey Chudinov, Elena Nikitina, Maria Orlova et Olga Potylitsina. Tretyakov a remporté une médaille d'or, et Nikitina a remporté une médaille de bronze. Le 22 novembre 2017, le CIO retire ces médailles et banni à vie ces quatre athlètes de toutes compétitions olympiques.
En novembre 2017, les premières disqualifications tombent. Alexander Legkov est privé de son titre et interdit de participation aux prochains JO d'hiver. La médaille d'argent obtenue sur le relais 4x10 km est également retirée à l'équipe russe, en raison de la présence de Legkov. Le 9 novembre 2017, Maksim Vylegzhanin est disqualifié pour dopage par le CIO et perd les trois médailles d'argent gagnées aux Jeux de Sotchi 2014. Il est banni à vie, tout comme ses compatriotes Alexey Petukhov, Julia Ivanova et Evgenia Shapovalova.
Sept joueuses de hockey sur glace russes devaient avoir des auditions devant la Commission Oswald le 22 novembre 2017. Les identités des sept joueuses n'ont pas été révélées. Deux des sept sont accusées d'avoir soumis des échantillons montrant des résultats qui étaient physiquement impossibles pour une femme. L'équipe féminine russe de hockey sur glace a terminé sixième à Sotchi 2014.

Logo des Athlètes olympiques de Russie (OAR)

Le 24 novembre 2017, le CIO disqualifie et banni à vie des épreuves olympiques le bobeur Aleksandr Zubkov, qui a remporté deux médailles d'or et la patineuse de vitesse Olga Fatkulina, qui a remporté la médaille d'argent. Tous leurs résultats sont annulés, ce qui signifie que la Russie perd sa première place au classement des médailles. En date du 1er décembre 2017, le CIO a sanctionné 22 sportifs russes après la révélation d'un dopage d'État. Le 2 décembre 2017, c'est au tour de Yulia Tchekaleva, Anastasia Dotsenko et Olga Zaïtseva, d'être disqualifiées et bannies des prochains Jeux.
Le 5 décembre 2017, la commission exécutive du CIO suspend le comité olympique russe, et donc la Russie en tant que nation des Jeux olympiques de Pyeongchang 2018, mais décide toutefois d'autoriser certains de ses athlètes qui pourront concourir sous le drapeau olympique après avoir rempli les critères exigés par le CIO. « Ces athlètes invités participeront aux Jeux, que ce soit dans des compétitions individuelles ou par équipes, sous l'appellation “Athlètes olympiques de Russie (OAR)”. Ils concourront dans une tenue portant cette appellation et sous le drapeau olympique. L'hymne olympique sera interprété lors de toute cérémonie les concernant. ».
Le 7 décembre 2017, il est rapporté que l'oligarque russe Mikhaïl Prokhorov avait versé à un athlète olympique russe des millions de roubles en argent caché pour ne pas révéler le schéma de dopage élaboré par la Russie. Prokhorov dirigeait l'Union de biathlon russe de 2008 à 2014 et offrait des services juridiques aux biathlètes russes disqualifiés.
Le 12 décembre 2017, le CIO annonce avoir disqualifié et banni à vie des Jeux six hockeyeuses russes. L'équipe perd également sa sixième place obtenue aux Jeux de 2014 lors du tournoi de hockey féminin. Six jours plus tard, c'est au tour du bobeur Alekseï Voïevoda d'être disqualifié. Il avait déjà perdu ses deux titres en raison de la disqualification de ses partenaires.

### 2018

#### Janvier à février
En janvier 2018, il est rapporté que tous les grands athlètes russes ont évité de rencontrer des agents de dopage et de passer des tests antidopage lors d'une compétition d'athlétisme à Irkoutsk.
Le 1er février, le TAS décide de lever les sanctions de 28 des 43 athlètes russes suspendus par le CIO en raison de preuves insuffisantes pour établir une violation des règles antidopage lors des JO 2014. Ces sportifs récupèrent leurs médailles gagnées en 2014 (9 au total) et la Russie revient en tête du tableau des médailles. Pour onze autres sportifs, la sanction est confirmée, mais ils ne sont plus suspendus à vie des JO, sans toutefois pouvoir participer aux JO de 2018. Le Comité paralympique russe demeure suspendu du mouvement paralympique, mais le Comité international paralympique autorise certains athlètes russes à prendre part aux Jeux d'hiver à Pyeongchang, en qualité d'« Athlètes paralympiques neutres ».
Lors des Jeux olympiques d'hiver de Pyeongchang en février, deux athlètes russes de la délégation des athlètes olympiques de Russie (OAR) sont contrôlés positifs et disqualifiés : le curleur Aleksandr Krushelnitskiy qui a remporté une médaille de bronze en double mixte et la pilote de bobsleigh Nadezhda Sergeeva qui a terminé douzième dans l'épreuve en duo femmes. Le CIO a exprimé sa déception face aux contrôles antidopage positifs et a déclaré que l'équipe de l'OAR ne serait donc pas autorisée à défiler sous le drapeau russe lors de la cérémonie de clôture.
Le 28 février 2018, trois jours après la fin des Jeux de Pyeongchang, le CIO lève la suspension du Comité olympique russe. La décision surprise de lever la suspension a provoqué la colère de la communauté sportive internationale.

#### Mai à août
En mai, il est annoncé qu'une lettre envoyée par les autorités russes à l'AMA reconnait les conclusions du rapport McLaren, l'une des conditions posée pour mettre fin à la suspension de l'agence russe antidopage. Cette information est immédiatement démentie par le ministre des Sports russe, Pavel Kolobkov, qui affirme accepter uniquement la décision du CIO du 5 décembre 2017 mais non pas le rapport McLarren,.
Lors de la préparation de la Coupe du monde de football de 2018 organisée par la Russie, le directeur de laboratoire et lanceur d'alerte Grigory Rodchenkov déclare qu'il reconnait l'un des joueurs de l'équipe russe comme l'un des bénéficiaire de l'un de ses propres programmes de dopage. La FIFA ouvre une enquête sur le dopage russe dans le football après la publication du rapport McLaren, mais déclare en mai n'avoir trouvé aucune preuve de dopage, mais que des cas de joueurs non liés à la Coupe du monde sont toujours en cours. Le tournoi s'est finalement terminé sans qu'aucun joueur ne soit contrôlé positif. Quelques mois après la fin du tournoi en septembre, le père du joueur russe Denis Cheryshev déclare que son fils prenait de l'hormone de croissance pendant le tournoi. Il est par la suite disculpé par les autorités antidopage.
Le 20 juillet, l'Athletics Integrity Unit (AIU) publie les détails de 120 cas de dopage, dont 85 cas impliquant des médaillés olympiques et des championnats du monde et près de la moitié (47,5%) concerne des Russes. Le 27 juillet, 10 jours avant le début des Championnats d'Europe d'athlétisme 2018, l'IAAF annonce que malgré des améliorations dans des domaines clés, la Russie reste suspendue des compétitions internationales d'athlétisme. 29 athlètes russes participent aux championnats en tant qu'athlètes neutres et la Russie termine en tête du tableau des médailles des premiers championnats européens.

#### Septembre
Le 20 septembre, l'Agence mondiale antidopage doit décider de rétablir ou non l’Agence antidopage russe (RUSADA) après sa suspension en 2015. Un comité d’examen de la conformité de l'AMA recommande de réintégrer RUSADA, ce qui déclenche la colère des athlètes internationaux et officiels. Beckie Scott, présidente de la commission des athlètes de l'AMA, membre du comité de révision composé de six personnes, quitte son rôle au comité pour protester contre la recommandation de réintégrer RUSADA et le vice-président de l'agence, Linda Helleland, déclare qu'elle voterait contre leur réadmission. Un groupe d'athlètes du Royaume-Uni appelle à ce que la Russie demeure suspendue jusqu'à ce qu'elle ait révisé son système antidopage et en ajoutant que sa réadmission serait « une catastrophe pour le sport propre ». L'ancien chef du laboratoire de Moscou, devenu dénonciateur, Grigory Rodchenkov considère que la levée de l'interdiction de la Russie serait une "catastrophe"..
L'AMA avait insisté pour que la Russie remplisse deux critères avant de pouvoir être réadmise : accepter les conclusions du rapport McLaren et accorder l'accès au laboratoire antidopage de Moscou. L'AMA a voté pour la réintégration de l'Agence antidopage de la fédération de Russie (9 voix pour, 2 contre et une abstention) lors de son congrès aux Seychelles, à l’encontre des souhaits de nombreuses agences antidopage nationales dans le monde. L'avocat du dénonciateur Grigory Rodchenkov l'a qualifiée de « plus grande trahison contre les athlètes propres de l'histoire olympique », tandis que Travis Tygart, responsable de l'Agence antidopage américaine, a déclaré que cette décision était « déconcertante et inexplicable » et un « coup dévastateur pour les athlètes propres ». La décision a été tellement critiquée que le responsable de l'AMA, Craig Reedie, a dû défendre publiquement la décision,, alors qu'il était de plus en plus critiqué. De son côté, la Fédération internationale d'athlétisme, qui a banni la Russie depuis novembre 2015 de toute compétition, a affirmé qu'elle avait ses propres critères pour réintégrer ce pays dans son giron et qu'elle ne prenait pas en compte cette décision.
Avec la réintégration de RUSADA, la Fédération d'athlétisme de Russie a lancé un recours juridictionnel à l'IAAF afin qu'elle annule leur interdiction de participer aux compétitions d'athlétisme auxquelles elle était toujours suspendue. Cependant, l'IAAF a rejeté la demande, qui a ensuite été retirée par la fédération russe d’athlétisme. Au 26 septembre 2018, 77 Russes purgeaient une interdiction de dopage en athlétisme, dont 72 athlètes et 5 entraîneurs et membres du personnel d'encadrement des athlètes.

#### Novembre à décembre
En novembre, il avait été annoncé que le Comité international olympique procéderait à une nouvelle analyse des échantillons stockés des Jeux olympiques de 2012  afin de tester toutes les substances interdites. Ceci est survenu après que 48 résultats d'analyse anormaux ont été trouvés lors d'une réanalyse précédente d'échantillons, dont 22 étaient russes.
Le 14 décembre 2017, Hugo Lowell du journal I a rapporté de Moscou que des responsables du ministère russe des Sports étaient toujours réticents à coopérer pleinement avec l'AMA pour la communication des données de test de son laboratoire antidopage. L'AMA a ensuite publié une déclaration selon laquelle son équipe d'experts avait pris l'avion pour extraire les données. Par la suite, il est apparu que l'AMA n'avait pas réussi à récupérer les données, car leur équipement n'aurait apparemment pas été correctement certifié.
La réintégration de RUSADA a donné lieu à des allégations d'intimidation et à un appel à la réforme au sein de l'Agence mondiale antidopage. Cependant, l'IAAF a décidé de maintenir la suspension de la Russie pour l'athlétisme jusqu'en 2019, 63 d'entre eux ayant été autorisés à concourir en tant qu'athlètes neutres pour l'année,,. Une équipe de cinq experts de l'AMA s'est rendue à Moscou le 17 décembre. Elle devait avoir pleinement accès au laboratoire mais, à son arrivée, l'accès lui a été refusé, ce qui a mis RUSADA en position d'être à nouveau suspendue, obligeant son président Youri Ganous a appelé personnellement Vladimir Poutine pour résoudre le problème,.

### 2019

#### Janvier
L'AMA avait fixé à la Russie un délai strict pour la transmission des données de son laboratoire de Moscou pour au plus tard le 31 décembre, délai qui n'a pas été respecté. Certains athlètes et organisations antidopage ont demandé que le comité de contrôle de la conformité de l'AMA se réunisse immédiatement  pour examiner les prochaines étapes. Cependant, les membres du comité ont décidé de se réunir plus tard le 14 janvier, ce qui a suscité la colère de la communauté internationale, tandis que 16 organismes nationaux antidopage demandent une nouvelle suspension de la Russie,.
L’Agence a finalement obtenu un accès complet au laboratoire de Moscou le 10 janvier, soit dix jours après la date limite initiale. Le président de l'AMA a qualifié cette initiative de « percée majeure pour un sport propre » et a déclaré qu'ils entamaient actuellement leur deuxième phase d'authentification et de révision des données collectées afin de s'assurer qu'elles n'étaient pas compromises. L'AMA a finalement réussi à récupérer 2262 échantillons du laboratoire de Moscou,. Malgré le non-respect du délai, RUSADA a toujours été jugée conforme et n'a pas été sanctionnée. L'Institut des organisations nationales antidopage (iNADO) a déclaré que « la Russie s'est vu accorder plus de chances et, au bout du compte, une clémence que tout sportif ou petit pays ne peut espérer recevoir. C'est très troublant ».

#### Février et mars
Le 8 février, il a été annoncé que le Comité international paralympique rétablirait la Russie avant le 15 mars, après leur suspension en juillet 2016. Ils ont déclaré que 69 des 70 critères de réintégration avaient été remplis, le dernier critère étant d'accepter les conclusions du rapport McLaren. Pendant ce temps, l'IAAF a maintenu la suspension de l'athlétisme en Russie « jusqu'à nouvel ordre », indiquant qu'il restait deux questions en suspens à résoudre.
Le 19 mars, la France a émis des mandats d'arrêt contre deux anciens responsables russes du sport, dans le cadre d'une enquête pour dissimulation de dopage. L'ancien chef de l'athlétisme russe Valentin Balakhnichev et l'ex-entraîneur de l'équipe d'athlétisme russe Alexei Melnikov, tous deux bannis du sport à vie en 2016, ont été visés.

#### Juin et juillet
Le champion russe du saut en hauteur olympique 2008, Andrey Silnov, a quitté son poste de vice-président de la Fédération russe d'athlétisme en juin après avoir été informé qu'il faisait l'objet d'une enquête pour une possible violation des règles antidopage à la suite d'une nouvelle analyse d'un échantillon prélevé en 2013. Il a également été signalé que sept athlètes russes, y compris des athlètes de l'équipe nationale, avaient été surpris en train de s'entraîner au Kirghizistan avec Vladimir Kazarin, entraîneur qui avait été banni du sport à vie en 2017 pour infractions de dopage. En tenant compte de tout cela, la Russie risquait de rester suspendue pour les Championnats du monde d'athlétisme 2019 en septembre, après que l'IAAF eut voté en faveur du maintien de leur interdiction pour la onzième fois. En juillet 2019, Reuters a annoncé que deux boxeurs russes olympiques avaient concouru en 2018 alors qu'ils étaient suspendus  pour dopage par RUSADA. Reuters a déclaré que cela indiquait une incohérence dans la réforme par la Russie de ses pratiques antidopage. Après que Reuters l'eut informé des deux cas, RUSADA avait annoncé l'ouverture d'une enquête.
Les premiers cas d'infractions possibles au Code antidopage contre des échantillons d'athlètes russes prélevés au laboratoire de Moscou ont été transmis aux fédérations sportives individuelles en juillet. L'AMA a déclaré que les données de 43 athlètes avaient été communiquées sur un groupe cible de 298 athlètes. La première fédération sportive à suspendre les athlètes avec les données reçues a été la Fédération internationale d'haltérophilie, qui a suspendu 12 haltérophiles russes, dont des médaillés olympique, mondial et européen.

#### Septembre à décembre
Le 21 septembre, il a été largement rapporté que certaines des données extraites du laboratoire de Moscou pourraient avoir été manipulées et altérées avant d'être récupérées par l'Agence mondiale antidopage. Cela signifiait que la Russie reste suspendue pour les championnats du monde d'athlétisme 2019 et ferait face à une éventuelle interdiction d'organiser et de participer à tous les grands événements sportifs, y compris les prochains Jeux olympiques de 2020 et éventuellement la Coupe du monde de football 2022,,. Le directeur de RUSADA, Youri Ganous, admet que les incohérences détectées dans les données transmises à l'AMA présentent un caractère trop systémique pour qu'on puisse parler d'une simple erreur ou négligence. Ces propos contrastent avec ceux du ministre des Sports russe, Pavel Kolobkov, qui dément toute modification, suppression ou manipulation. Selon la vice-présidente de l'AMA, Linda Helleland, le CIO, déjà critiqué auparavant pour son « indulgence » envers la Russie, s'opposera à l'exclusion des Russes, à la réunion du comité exécutif de l'AMA, qui a lieu le 9 décembre 2019. Elle appelle le CIO à « soutenir cette fois le sport propre plutôt que la Russie ». Lors de cette réunion du 9 décembre à Lausanne, l'Agence Mondiale Antidopage décide d'exclure la Russie des Jeux olympiques d'été de 2020 et des Jeux olympiques d'hiver de 2022, une suspension de quatre ans qui recouvre également l'interdiction d'organiser des compétitions internationales sur son sol, ainsi que dans tout championnat du monde organisé par les Fédérations internationales sportives toutes signataires du code de l'AMA. Ainsi, la Russie est également bannie de la Coupe du monde FIFA 2022 au Qatar. Sur la scène olympique, comme cela a été le cas dans les Jeux précédents, les athlètes russes pourront concourir individuellement bannière neutre, sans hymne et sans drapeau. Avec les réserves suivantes émanant de l'AMA : « Cela signifie que les sportifs russes, s'ils veulent participer aux Jeux olympiques ou paralympiques ou tout autre événement majeur figurant dans les recommandations, devront démontrer qu'ils ne sont pas impliqués dans les programmes de dopage décrits par les rapports 'Mclaren' ou que leurs échantillons n'ont pas été falsifiés ».
Le 3 août 2018, le vice-champion du monde de saut en hauteur Danil Lysenko est suspendu à titre provisoire, et donc privé des Championnats d'Europe d'athlétisme par la Fédération internationale d'athlétisme à la suite des investigations de l'Unité d'intégrité de l'athlétisme pour « défaut de localisation ». En juin 2019, la Fédération russe (Rusaf) est accusée d'avoir tenté de couvrir le contrôle antidopage positif, en fournissant de faux documents. En décembre 2019, cinq dirigeants de la Rusaf, dont son président Dmitri Chliakhtine sont suspendus pour violation des règles antidopage.

### 2020

#### Janvier à avril
En janvier 2020, l'AMA suspend le laboratoire de Moscou de sa seule accréditation restante, l'analyse d'échantillons de sang. Le laboratoire de Moscou avait été autorisé à effectuer des analyses d'échantillons de sang depuis mai 2016 car il était « pratiquement impossible pour les laboratoires de modifier les variables sanguines des échantillons en raison de la nature de l'équipement d’analyse et des principes régissant le passeport biologique de l'athlète ».
Le 29 janvier, la Fédération internationale d'athlétisme menace d'exclure la Fédération russe d'athlétisme si elle ne reconnaît pas avoir tenté de couvrir le contrôle antidopage positif du sauteur en hauteur Danil Lysenko. Cela indique qu'elle maintient la suspension du processus qui permettait aux athlètes russes de concourir sous bannière neutre. La suspension de la Fédération russe pourrait être ainsi transformée en exclusion définitive, y compris pour les Jeux de Tokyo.
En mars, la nouvelle direction de la Fédération russe d'athlétisme reconnaît entièrement la responsabilité de leurs prédécesseurs dans l'affaire Lysenko et présente ses excuses à la communauté de l'athlétisme mondial, mais semble hésitante à payer dans le délai imparti (jusqu'au 1er juillet) l'amende de 5 millions de dollars infligée par la Fédération internationale pour l'ensemble de ses manquements aux règles de l'antidopage. La Rusaf soutient en effet que les athlètes russes, dont « beaucoup sont la fierté de la famille internationale de l'athlétisme », doivent avoir droit à concourir sous bannière neutre indépendamment de ce qu'elle paie l'amende à temps ou pas. Cette position est amèrement critiquée par la triple championne du monde en titre de saut en hauteur, Mariya Lasitskene, inquiète pour son statut neutre : « La stratégie qui consiste à se prévaloir d'être "la fierté de la famille internationale de l'athlétisme" n'a pas marché ces cinq dernières années, et elle ne marchera pas cette fois non plus. [...] Face à de telles déclarations, on acquiert de plus en plus la conviction que la Rusaf est dirigée par des gens qui ne comprennent pas ce qu'ils disent et font ni quelles conséquences cela aura ». Le 23 juin, avec deux autres grands athlètes russes, Sergueï Choubenkov et Anzhelika Sidorova, Lasitskene adresse une lettre ouverte au président de Russie, Vladimir Poutine, en lui demandant d'agir devant la perspective « du chaos définitif et de la destruction de l'athlétisme » russe.
Le 30 avril, l'AMA annonce avoir achevé son enquête « minutieuse » sur les 298 athlètes russes dont les données proviennent du laboratoire de Moscou en janvier 2019. Les premières données sont remises en juillet et un total de 27 fédérations sportives internationales et une organisation importante ont reçu les données afin de décider d'éventuelles violations de la législation antidopage.
Le 2 juillet, constatant le non-paiement de l'amende par la Rusaf, l'IAAF suspend l'octroi du statut neutre aux athlètes russes. Mariya Lasitskene accuse le président de la Rusaf, Evguéni Iourtchenko, d'avoir « trahi les athlètes propres ». Elle dit être fatiguée de « l'impunité » et de « l'inaction » des responsables du sport russe et, tout comme ses collègues Choubenkov et Sidorova, n'exclut plus la possibilité de changer sa nationalité sportive.

#### Juillet à décembre
Le 13 juillet, le président de la Rusaf, Evguéni Iourtchenko, donne sa démission, ayant échoué à redresser la barre de l'organisation.
Le 18 juillet, le directeur de RUSADA, Youri Ganous, soupçonné de corruption par le Comité olympique russe mais qui affirme être victime d'une cabale visant à l'écarter en tant que personnage gênant et indépendant, appréhende à être éliminé physiquement par les services secrets. Pour « anticiper » une éventuelle mise en scène de son suicide, il déclare sur son compte Twitter qu'il « aime la vie », qu'il n'a pas l'intention de se donner la mort et que toute lettre d'adieu de sa part devra être considérée comme obtenue sous la contrainte,.
Le 30 juillet, la Fédération internationale d'athlétisme donne à la Rusaf jusqu'au 15 août pour payer l'amende, sans quoi elle s'exposera à l'exclusion définitive. Le 10 août, Evguéni Iourtchenko reprend son poste de président de la Rusaf. Le 12 août, soit trois jours avant la limite fixée, la Rusaf annonce avoir payé 6,31 millions de dollars à l'IAAF : 5 millions de l'amende et 1,31 million des frais causés à l'IAAF par l'affaire Lysenko.
Dans un cas qui a été décrit comme « presque identique » à celui de Danil Lysenko, la patineuse artistique russe Maria Sotskova s'est vu imposer une interdiction de pratiquer ce sport de 10 ans par RUSADA pour avoir soumis un faux document médical concernant ses trois tests de dopage manqués et le présence d'une substance interdite dans son corps.
Le Tribunal arbitral du sport, lors de l'examen de l'appel de la Russie de son affaire contre l'AMA, a statué le 17 décembre 2020 pour réduire la sanction que l'AMA avait infligée. Au lieu d'interdire à la Russie les événements sportifs, la décision a autorisé la Russie à participer aux Jeux olympiques et à d'autres événements internationaux, mais pendant une période de deux ans, l'équipe ne peut pas utiliser le nom, le drapeau ou l'hymne russe et doit se présenter comme « athlète neutre " ou " Équipe neutre ". La décision permet aux équipes d'afficher « Russie » sur l'uniforme, mais seulement jusqu'à une prédominance égale à celle de la désignation « Athlète/Équipe neutre », ainsi que l'utilisation des couleurs du drapeau russe dans la conception de l'uniforme,.
La décision a également précisé que les sanctions s'étendent à tout championnat du monde officiel et, par la suite, les pilotes de course russes ne sont pas en mesure de représenter officiellement la Russie dans les championnats du monde sanctionnés par la FIA pour 2021 et 2022.

### 2021-2022
Aux Jeux olympiques d'été de Tokyo organisés en 2021, seulement dix Russes ont été autorisés à participer aux compétitions d'athlétisme et deux autres (un homme et une femme) ont été autorisés à participer aux épreuves d'haltérophilie. Deux rameurs russes qualifiés, Nikita Morgachyov et Pavel Sorin, ont été remplacés dans l'équipe d'aviron après avoir été testés positifs au Meldonium et deux nageurs russes qualifiés, Veronika Andrusenko et Aleksandr Kudashev, ont été retirés de l'équipe de natation sur la base de preuves du laboratoire antidopage de Moscou,. Après avoir fait appel devant le TAS, Andrusenko et Kudashev ont été réintégrés dans l'équipe de natation et autorisés à concourir. Une seule violation de dopage liée à des Russes participant aux Jeux olympiques a été enregistrée. Le triathlète Igor Polyansky a été testé positif à l' érythropoïétine (EPO) lors d'un test hors compétition cinq jours avant sa participation aux Jeux olympiques.
Lors des épreuves de patinage artistique aux Jeux olympiques de Pékin de 2022, Kamila Valieva est membre de l'équipe mixte du comité olympique russe médaillée d'or. Cependant, la cérémonie des médailles est reportée à une date ultérieure car Valieva aurait été contrôlée positive à la trimétazidine avant les Jeux,. Le lundi 14 février 2022, le Tribunal arbitral du sport l'autorise à participer à l'épreuve individuelle du mardi 15 février (programme court) et à l'épreuve du jeudi 17 février (programme libre), arguant que la procédure concernant son contrôle positif n'est pas encore achevée. Le Comité international olympique prend acte de cette décision du TAS, mais précise que d'une part, aucune cérémonie des médailles ne sera organisée pour la victoire du comité olympique russe dans l'épreuve mixte par équipes, et que ce ne sera pas non plus le cas pour la compétition féminine (ni pour la remise de bouquets suivant la compétition) si Kamila Valieva se classe parmi les trois premières. En effet, le CIO attend le résultat de la procédure concernant son contrôle positif, et se réserve le droit de la disqualifier ultérieurement, ou d'organiser une cérémonie de remise des médailles « une fois que le cas aura été tranché ». En attendant, le 15 février, Kamila Valieva prend la première place de la compétition féminine après le programme court, achevant en pleurs sa prestation notée 82,16 pts. Deux jours plus tard, elle chute plusieurs fois sur la glace dans son programme libre, et termine à la quatrième place finale, laissant la médaille d'or à sa compatriote Anna Chtcherbakova. Deux ans plus tard, le Tribunal Arbitral du Sport (TAS) prononce une suspension de quatre ans à l'encontre de Valieva. La décision du Tribunal arbitral du sport signifie que la Russie perd la médaille d'or dans l'épreuve par équipe aux Jeux olympiques de 2022. Celle-ci est octroyée aux États-Unis.

### Depuis 2023
Le 23 mars 2023, World Athletics annonce que la suspension pour dopage de la Russie est levée près de sept ans et demi après sa suspension en novembre 2015. Cependant, les athlètes russes sont toujours bannis en raison de l'invasion de l'Ukraine par la Russie.

## Compétitions internationales

### Organisées en Russie

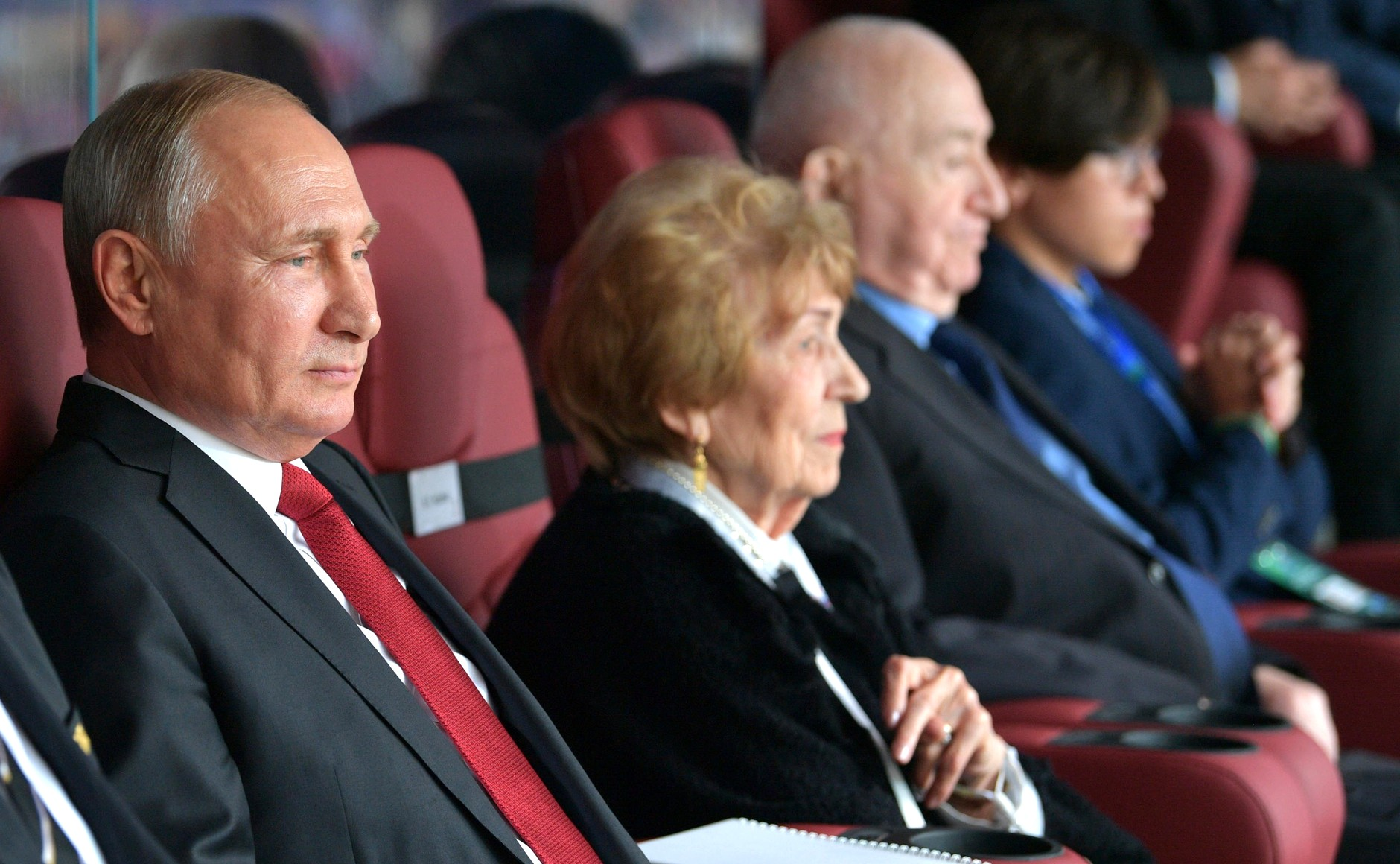
Vladimir Poutine lors de la Cérémonie d'ouverture de la Coupe du monde de football de 2018.

Bien que le CIO ait déclaré en juillet 2016 qu'il demanderait aux fédérations sportives de chercher des hôtes alternatifs, la Russie a conservé son rôle d'organisateur pour certains grands événements sportifs internationaux, y compris la Coupe des Confédérations de la FIFA 2017, la Coupe du monde de football de 2018 et l'Universiade d'hiver de 2019. En septembre 2016, la Russie obtient l'organisation des Championnats du monde de biathlon 2021, car la recommandation du CIO ne s'applique pas aux événements qui ont déjà été attribués ou prévus dans le pays,.
Les médaillés olympiques Steven Holcomb, Matt Antoine, Martins Dukurs et Lizzy Yarnold ont remis en question la décision d'organiser les Championnats du monde FIBT 2017 à Sotchi, avec des boycotts annoncés par l'Autriche, la Lettonie et la Corée du Sud. L'équipe lettone de skeleton confirme qu'elle boycotterait si Sochi restait l'hôte en estimant que « l'esprit olympique a été volé en 2014.». Certains athlètes craignent la possibilité d'ingérer malgré eux une substance illicite, par le biais de la contamination délibérée de leur nourriture ou leur boisson alors que d'autres s’inquiètent du fait que les laboratoires russes avaient ouvert des flacons anti-effraction. « S'ils ont ouvert ces bouteilles pour aider leurs athlètes, qu'est-ce qui les empêche d'en ouvrir d'autres pour manipuler les échantillons de n'importe quel athlète de la compétition ? ». Le 13 décembre 2016, la Fédération internationale de bobsleigh et de tobogganing annonce qu'elle va modifier le lieu de l'événement.
Les équipes de biathlon de République tchèque et de Grande-Bretagne ont décidé de boycotter une étape de la Coupe du monde de biathlon 2016-2017 à Tioumen. Le 22 décembre 2016, la Russie annonce qu'elle n'organiserait pas l'épreuve de Coupe du monde, ni les Championnats du monde juniors de biathlon 2017 à Ostrov. Le même jour, l'Union internationale de patinage décide de déplacer la manche de patinage de vitesse de la Coupe du monde 2016-2017 à Tcheliabinsk, en raison de « suffisamment de preuves critiques et de l'incertitude relative à la fréquentation des athlètes ». La Russie est ensuite retirée en tant qu'hôte de la phase finale de la Coupe du monde de ski de fond 2016-2017 à Tioumen,, et des Championnats du monde de biathlon 2021.

### Participation russe
19 organisations nationales antidopage ont recommandé de suspendre la Russie de participer à tous les sports. La Russie est suspendue de l'athlétisme, de l'haltérophilie, des compétitions sportives paralympiques, mais continue à participer normalement à d'autres sports.
En athlétisme, l'IAAF permet aux athlètes russes qui ont subi des tests par des agences non russes de participer sous bannière neutre. Le drapeau russe, les couleurs nationales et l'hymne ont été interdits.
Le 5 décembre 2017, à la suite de la révélation du système de dopage d'État lors des Jeux olympiques de Sotchi 2014, le Comité international olympique suspend la Russie de ces Jeux. Ses athlètes sont toutefois autorisés à y participer sous drapeau olympique, sur invitation, et en portant la mention « Athlètes olympiques de Russie » (OAR). Leur participation se fait sous réserves qu'ils n'aient jamais été suspendus pour dopage et qu'ils se soumettent à des tests indépendants.

## Réactions

### Internationales

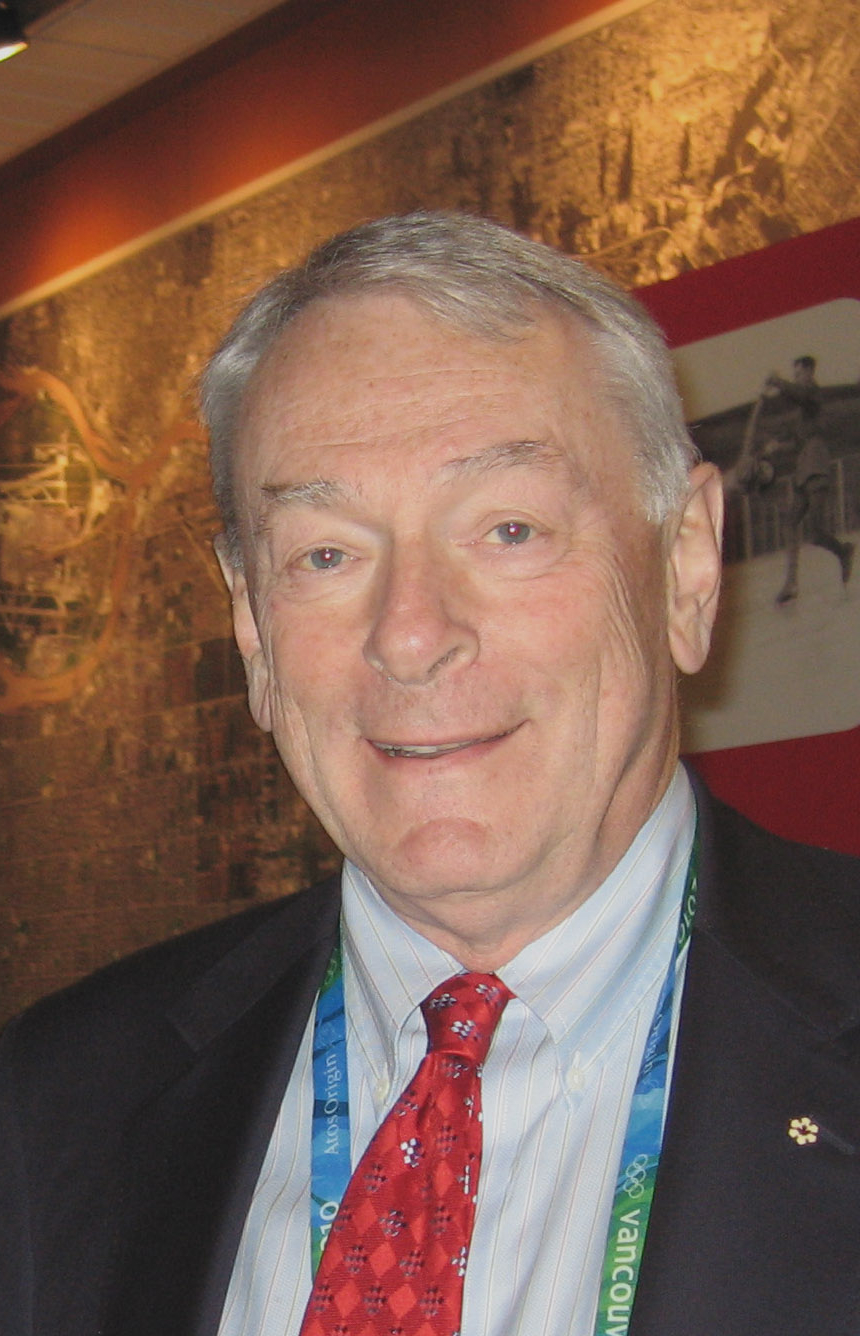
Dick Pound a dirigé l'enquête de l'AMA en 2015 et est devenu très critique sur l'indécision du CIO.

Certains athlètes d'autres pays critiquent vivement l'AMA, reprochant à l'agence sa réticence à enquêter sur la Russie en dépit des multiples remontées d'informations sur plusieurs années. Les responsables de l'AMA déclarent que l'agence n'avait pas l'autorité pour mener à bien ses propres enquêtes jusqu'en 2015,. Arne Ljungqvist, ancien vice-président de l'AMA, estime que « l'AMA a toujours eu une excuse pour expliquer pourquoi ils ne sont pas allés de l'avant. Ils attendaient que la Russie se nettoie elle-même. ». En juin 2016, The Guardian signale qu'un lettre approuvée par plus de vingt groupes de plusieurs sports et pays, ainsi que des membres du CIO et des athlètes des comités de l'AMA, Claudia Bokel et Beckie Scott, est envoyée au président du CIO Thomas Bach et au chef de l'AMA Craig Reedie. La lettre critique les deux organisations pour leur inaction et leur silence jusqu'à ce que les médias s'impliquent et explique que la confiance des athlètes dans le système antidopage a été « brisée ».
Le 18 juillet 2016, le Comité des athlètes de l'AMA déclare : « Bien que nous ayons été au courant des allégations, il est stupéfiant de lire le rapport aujourd'hui, de prendre connaissance des preuves et de constater le niveau de dopage et de fraude. ». Le comité d'athlète , l'Institut des organisations antidopage nationales, et les dirigeants des agences antidopage en Autriche, Canada, Danemark, Égypte, Finlande, Allemagne, Japon, Pays-Bas, Nouvelle-Zélande, Norvège, Espagne, Suède, Suisse et États-Unis appellent au bannissement de la Russie des Jeux olympiques de 2016 à Rio. Après que Bach a retardé une décision sur l'opportunité d'interdire toute l'équipe de Russie, le membre du CIO Dick Pound confie que « le CIO est, pour une raison que j'ignore, très réticent à envisager une exclusion totale des Russes. Il faut que la Russie paie pour ses actes. Ça devrait être tolérance zéro pour le dopage. Mais ça a l'air différent pour la Russie... ». Bruce Arthur, du Toronto Star ajoute : « Si le seuil établi par la Russie n'est pas assez élevé pour mériter une interdiction totale de Jeux olympiques, c'est un précédent remarquable à marquer. ». L'ancien vice-président du CIO, Kevan Gosper de l'Australie, déclare « nous devons être très prudents [avant de faire] un faux mouvement avec un pays important comme la Russie », ce à quoi Richard Hind du Daily Telegraph répond : « Et il y a le CIO dans une coquille de noix. Il y a des nations, et il y a des 'nations importantes'. Tout le monde ne fait pas pipi dans le même bocal. ».
La décision du CIO du 24 juillet 2016 est critiquée par certains athlètes,,,, et écrivains,,,,,. Par contre, elle reçoit le soutien des Comités Olympiques européens, qui rappellent que la Russie est "un membre précieux". Cam Cole du National Post au Canada déclare que le CIO a « cédé, comme il le fait toujours, manquant à ses engagements à n'importe quel compromis qu'il pourrait sans risque adopter sans offenser une superpuissance. ». En exprimant sa déception, la membre de la Commission des athlètes du CIO, Hayley Wickenheiser écrit : « Si nous n'avions pas fait face à la Russie, je me demande si la décision [de bannir un pays] aurait été plus facile. Je crois que la réponse est oui. »,. Écrivant pour la Deutsche Welle en Allemagne, Olivia Gerstenberger estime que Bach a « recalé » son premier test sérieux et ajoute : « Avec cette décision, la crédibilité de l'organisation est brisée une fois de plus, alors que celle du dopage parrainé par l'état reçoit effectivement un coup de pouce mineur. ». Le journal Bild (Allemagne) décrit Bach comme le « caniche de Poutine ». Paul Hayward, rédacteur en chef du sport du Daily Telegraph (Royaume-Uni) émet la remarque suivante : « Le drapeau blanc de la capitulation survole le Comité international olympique. La portée politique profonde de la Russie aurait dû nous dire que cela arriverait. ».
Les dirigeants de treize organisations nationales antidopage écrivent que le CIO a « violé les droits fondamentaux des athlètes à participer aux Jeux qui répondent aux exigences strictes du Code mondial antidopage » et « [a démontré qu']il n'a pas l'indépendance nécessaire pour empêcher les intérêts commerciaux et politiques de peser sur les décisions difficiles nécessaires pour protéger le sport propre ». Jack Robertson, l'ex-enquêteur en chef de l'AMA déclare que le « code antidopage n'est maintenant composé que de suggestions à suivre ou non ». McLaren est mécontent du traitement par le CIO de son rapport en disant : « Les gens, en particulier le CIO et les fédérations internationales, ont mal interprété le contenu de mon rapport. Je n'ai pas fait ce travail pour creuser précisément et trouver quels athlètes ont pu se doper et ce qu'ils ont pu prendre. Ce n'est pas quelque chose que j'ai eu le temps de faire et c'était très clair dans le rapport. Ce rapport parle d'un dopage d'État, de manipulation des résultats, de permutations d'échantillons avant Londres 2012. C'est ça le rapport et les gens semblent avoir complètement raté ça »,.

### En Russie

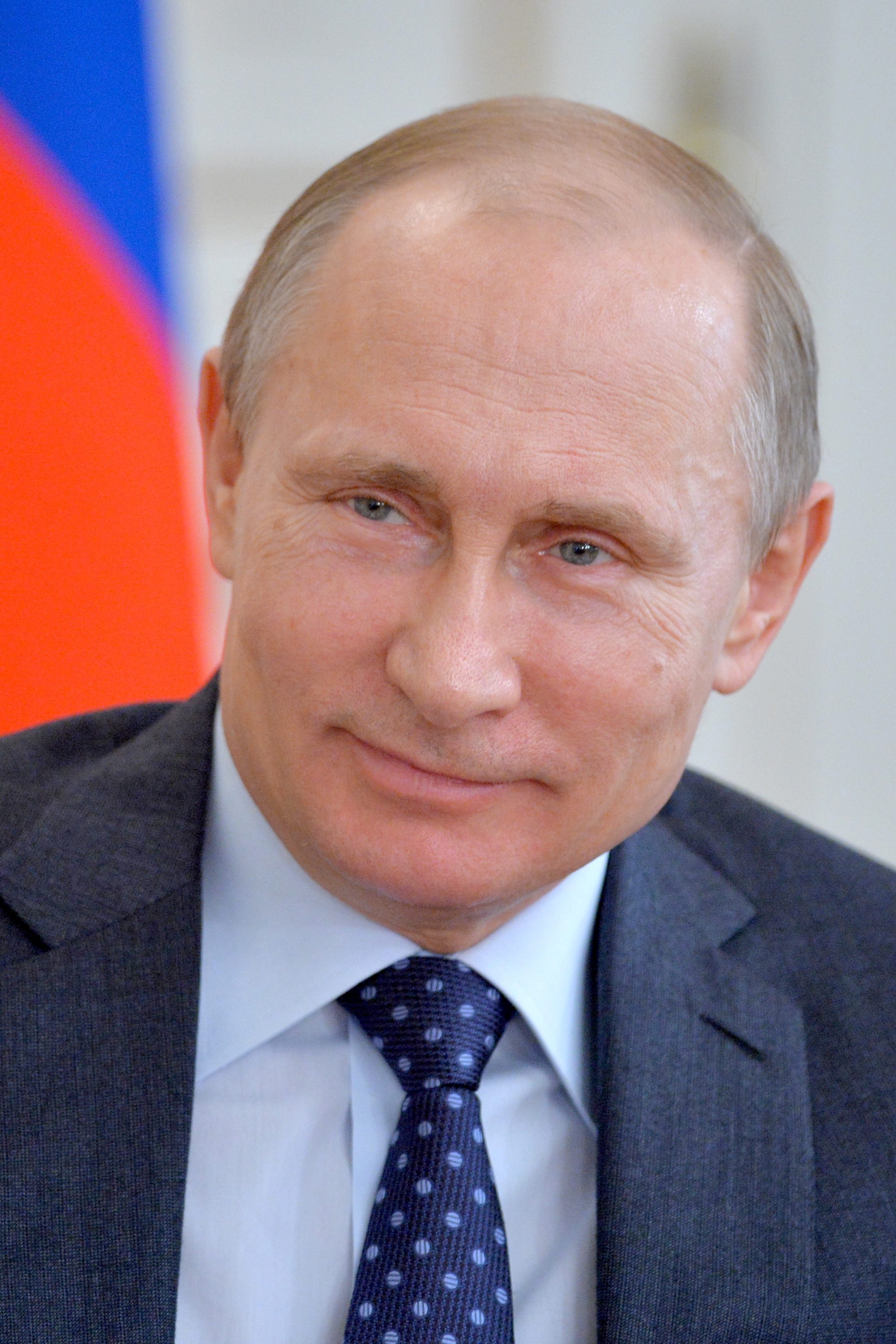
Vladimir Poutine, le président russe, prétend que l'État russe n'a jamais violé les règles antidopage dans le sport.

Certains Russes considèrent les allégations comme un complot anti-russe tandis que d'autres estiment que la Russie a « juste fait ce que le reste du monde fait »,,. Le président russe Vladimir Poutine déclare qu'en Russie « il n'y a pas et il ne peut y avoir aucun soutien de l'État, spécialement en ce qui concerne le dopage » et que les allégations font partie d'une « politique anti-russe » de l'Occident. Aleksei Pushkov, président des affaires étrangères russes au parlement, estime que la décision de l'IAAF de bannir les athlètes russes est « un acte de vengeance politique contre la Russie pour sa politique étrangère indépendante. ». Un membre du parlement russe, Vadim Dengin, déclare que « l'ensemble du scandale de dopage est une falsification pure, inventée pour discréditer et humilier la Russie. ». Après le rejet au Tribunal arbitral du sport de l'appel interjeté par les athlètes russes, la sauteuse à la perche Yelena Isinbayeva réagit : « Que tous ces sportifs étrangers 'propres' poussent un soupir de soulagement et gagnent en notre absence leurs pseudo-médailles d'or .». Le ministère des Affaires étrangères a qualifié la décision de « crime contre le sport ». Un sondage réalisé par le Centre Levada constate que 14 % des Russes croient que les athlètes du pays étaient dopés à Sotchi, 71 % ne croyaient pas les rapports de l'AMA, et 15 % ont décidé de ne pas répondre.
Un porte-parole de Poutine compare Stepanova à « Judas ». Les médias russes ont également critiqué les Stepanovs. Yuliya Stepanova s'exprime : « Toutes les informations me considèrent comme une traîtresse et pas seulement une traîtresse, mais une traîtresse de la mère patrie. ». Vitaly Stepanov ajoute : « Je ne cherche pas à exposer la Russie, je voulais exposer les responsables sportifs corrompus qui ont complètement gâché les compétitions non seulement à l'intérieur du pays, mais à l'échelle mondiale. ». Le Frankfurter Allgemeine Zeitung rapporte que les médias russes ont dépeint les documentaires allemands comme une « partie d'une conspiration occidentale dans le but d'affaiblir la grande nation que Vladimir Poutine a levé de ses genoux. Hajo Seppelt a « l'impression que lui et les Stepanovs sont considérés comme des ennemis d'État ».
Dick Pound compare la réponse de la Russie « un peu comme lorsque vous êtes arrêté pour excès de vitesse sur l'autoroute par la police et vous dites 'pourquoi moi ? Tout le monde le fait'. ». Il ajoute que si les autorités russes avaient « répondu à leurs problèmes, ils pourraient facilement avoir assez de temps pour tout régler à temps pour Rio. Mais ils ont plutôt joué le rôle des victimes, affirmant qu'il y avait un complot contre eux depuis trop longtemps. ». Leonid Bershidsky, un écrivain russe pour Bloomberg View, écrit que « les officiels russes doivent comprendre que le whataboutisme n'évite pas les enquêtes ». Le correspondant à Moscou de la Deutsche Welle, Juri Rescheto, rapporte que la réponse donnée par la Russie « montre que le pays vit dans un univers parallèle » et cherche à blâmer les autres. Le comité de rédaction du New York Times constate un « récit de victimisation » en Russie, qui ressemble à la façon dont l'Union soviétique réagirait à une peine - en disant qu'il était politiquement motivé, provoquant, jamais justifiée. [Même] si la guerre froide est terminée depuis longtemps, le président Vladimir Poutine reste coincé dans la même défense. ». Andrew Osborn de Reuters écrit que le gouvernement russe a « adroitement dévié le blâme en le faisant passer comme un complot occidental dans le style guerre froide pour saboter le retour international de la Russie. ». En réponse à l'avis de la Russie que les allégations sont « politiquement motivées », l'ancien enquêteur en chef de l'AMA, Jack Robertson, a déclaré qu'il a vu la politique s'immiscer quand « Craig Reedie a essayé d'intervenir en écrivant des courriels au ministère russe pour les consoler ».
Match TV estime que les Américains ont orchestré le scandale de dopage et le champion du pentathlon moderne Aleksander Lesun déplore une « attaque » injuste parce que le « dopage est dans tous les pays et qu'il y a des contrevenants partout. ». À la suite de l'annonce du CIO du 24 juillet 2016 (de ne pas bannir toute la délégation russe des Jeux olympiques de 2016), la ministre des sports russes Vitaly Mutko estime qu'il s'agit d'« une décision juste et équitable et nous espérons que chaque fédération aura le même genre de décision. Le dopage est un mal dans le monde entier, non seulement en Russie. ». La réaction de la presse russe est quant à elle « presque euphorique ».
En août 2016, une journaliste de la télévision publique russe a demandé au président du CIO, Thomas Bach, si l'enquête sur le dopage était une "attaque politique" contre les athlètes russes. Après que des athlètes russes aient déclaré que le rapport McLaren était une question de « politique » plutôt que de sport, la Fédération britannique de biathlon décide de boycotter un événement en Russie considérant que ces commentaires sont « trompeurs et malhonnêtes ». Le vice-premier ministre de la Russie, Vitaly Mutko, considère que les athlètes - Martin Fourcade et d'autres - devraient être « punis » pour leurs appels à boycotter.
En décembre 2019, alors que le pays risque une suspension de quatre ans de toutes compétitions internationales, le Premier ministre russe Dmitri Medvedev indique à la télévision vouloir agir contre le dopage tout en estimant que son pays n’était pas le seul à tricher. Il déclare : « Nous avons un problème avec le dopage et c'est inadmissible, Nous devons adopter une position plus sévère à ce sujet. Nous avons commis des péchés mais quoi : les autres pays ne sont-ils pas des pécheurs ? ».
L'exclusion de quatre ans votée par l'AMA le 9 décembre 2019 est dénoncée comme politiquement motivée par Dmitri Medvedev, Vladimir Poutine et l'ensemble de la classe dirigeante russe. En revanche, le directeur de RUSADA, Youri Ganous, qualifie de « foutaises » les affirmations selon lesquelles la décision de l'AMA serait dictée par des considérations politiques. Idem pour Viatcheslav Fetissov, député de la Douma et double champion olympique de hockey sur glace ; il estime que la Russie est « le pays qui s'est le plus couvert de honte dans l'histoire du sport mondial » et que les sanctions de l'AMA se basent sur les faits et n'ont rien de politique.
Le 24 mars 2020, la double championne olympique des barres asymétriques et ancienne députée de la Douma Svetlana Khorkina, qui s'était déjà illustrée en 2017 par ses propos peu amènes envers l'AMA et le CIO après la suspension de la Russie aux Jeux de Pyeongchang 2018,, crée une polémique en supposant que le report des Jeux olympiques de Tokyo 2020 est dû à la punition divine : « Je pense que tout cela est arrivé parce qu'ils n'auraient pas dû offenser la Russie, y compris nos sportifs. Ce n'est pas pour rien que notre hymne national dit que notre terre est protégée par Dieu. Il y a maintenant cette grave saloperie mortelle qui se propage à travers le monde, ils n'auraient pas dû faire toutes ces spéculations politiques. Je pense que c'est une sorte de punition de Dieu ».

## Statistiques
L'AMA publie des résumés annuels des violations des règles antidopage (ADRV). La Russie s'est classée au premier rang dans le monde pour les ADRV en 2013, 2014, 2015 et 2018.
| Année | ADRV en Russie | ADRV total | % russe | Rang russe | Date de publication |
| ----- | -------------- | ---------- | ------- | ---------- | ------------------- |
| 2013  | 225            | 1,953      | 11,5%   | 1          | 15 mai 2015         |
| 2014  | 148            | 1,647      | 9%      | 1          | 21 février 2016     |
| 2015  | 176            | 1,901      | 9,3%    | 1          | 31 janvier 2017     |
| 2016  | 69             | 1,326      | 5.2%    | 6          | 31 décembre 2017    |
| 2017  | 82             | 1,459      | 5.6%    | 5          | 31 may 2019         |
| 2018  | 144            | 1,640      | 8.7%    | 1          | 2 mars 2020         |

### Médailles olympiques retirées
En raison des violations de dopage, la Russie s'est vue retirer 43 médailles olympiques, soit le total le plus haut tous pays confondus et quatre fois le nombre de la deuxième nation. C'est le premier pays en ce qui concerne le nombre de médailles retirées en raison de cas de dopage aux Jeux olympiques d'hiver de 2002 (5 médailles), aux Jeux olympiques d'été de 2008 (14 médailles) et 2012 (13 médailles), les Jeux olympiques d'hiver de 2014 (4 médailles). Elle arrive également première ex-æquo aux Jeux olympiques d'été de 2004 (3 médailles) et aux Jeux olympiques d'été de 2016 (1 médaille). Les 43 médailles annulées comprennent 12 médailles d'or, 20 médailles d’argent et 11 de bronze.
Grigory Rodchenkov, qui était chargé d'organiser le dopage des athlètes russes pour les Jeux de Sotchi 2014, estime que 30 des 73 médailles russes aux Jeux de Pékin en 2008 ont été obtenues grâce au dopage, et au moins la moitié des 81 médailles remportées à Londres en 2012.
| Jeux                            | Athlètes                                                                 | Médailles | Épreuves                                    | Ref     |  |
| ------------------------------- | ------------------------------------------------------------------------ | --------- | ------------------------------------------- | ------- |  |
| Jeux olympiques d'hiver de 2002 | Olga Danilova                                                            | Or        | Ski de fond, 10 km poursuite femmes         | [ 269 ] |  |
| Jeux olympiques d'hiver de 2002 | Olga Danilova                                                            | Argent    | Ski de fond, 10 km classique femmes         | [ 269 ] |  |
| Jeux olympiques d'hiver de 2002 | Larisa Lazutina                                                          | Or        | Ski de fond, 30 km classique femmes         | ,       |  |
| Jeux olympiques d'hiver de 2002 | Larisa Lazutina                                                          | Argent    | Ski de fond, 15 km libre femmes             | [ 271 ] |  |
| Jeux olympiques d'hiver de 2002 | Larisa Lazutina                                                          | Argent    | Ski de fond, 10 km poursuite femmes         | [ 271 ] |  |
| Jeux olympiques d'été de 2004   | Irina Korzhanenko                                                        | Or        | Athlétisme, lancer du poids femmes          | [ 272 ] |  |
| Jeux olympiques d'été de 2004   | Svetlana Krivelyova                                                      | Bronze    | Athlétisme, lancer du poids femmes          | [ 273 ] |  |
| Jeux olympiques d'été de 2004   | Oleg Perepetchenov (en)                                                  | Bronze    | Haltérophilie, moins de 77 kg hommes        | [ 274 ] |  |
| Jeux olympiques d'hiver de 2006 | Olga Medvedtseva                                                         | Argent    | Biathlon, individuel femmes                 | [ 275 ] |  |
| Jeux olympiques d'été de 2008   | Relais par équipes (Yuliya Chermoshanskaya)                              | Or        | Athlétisme, 4 × 100 mètres femmes           | [ 276 ] |  |
| Jeux olympiques d'été de 2008   | Relais par équipes (Anastasiya Kapachinskaya, Tatyana Firova)            | Argent    | Athlétisme, 4 × 400 mètres femmes           | [ 278 ] |  |
| Jeux olympiques d'été de 2008   | Maria Abakumova                                                          | Argent    | Athlétisme, lancer du javelot femmes        | [ 279 ] |  |
| Jeux olympiques d'été de 2008   | Tatyana Lebedeva                                                         | Argent    | Athlétisme, triple saut femmes              | [ 280 ] |  |
| Jeux olympiques d'été de 2008   | Tatyana Lebedeva                                                         | Argent    | Athlétisme, saut en longueur femmes         | [ 280 ] |  |
| Jeux olympiques d'été de 2008   | Khasan Baroyev                                                           | Argent    | Lutte gréco-romaine, moins de 120 kg hommes | [ 281 ] |  |
| Jeux olympiques d'été de 2008   | Marina Shainova                                                          | Argent    | Haltérophilie, moins de 58 kg femmes        | [ 278 ] |  |
| Jeux olympiques d'été de 2008   | Relais par équipes (Denis Alexeev)                                       | Bronze    | Athlétisme, 4 × 400 mètres hommes           | [ 279 ] |  |
| Jeux olympiques d'été de 2008   | Yekaterina Volkova                                                       | Bronze    | Athlétisme, 3 000 mètres steeple femmes     | [ 283 ] |  |
| Jeux olympiques d'été de 2008   | Anna Chicherova                                                          | Bronze    | Athlétisme, saut en hauteur femmes          | [ 285 ] |  |
| Jeux olympiques d'été de 2008   | Khadjimourat Akkaïev                                                     | Bronze    | Haltérophilie, moins de 94 kg hommes        | [ 281 ] |  |
| Jeux olympiques d'été de 2008   | Dmitry Lapikov                                                           | Bronze    | Haltérophilie, moins de 105 kg hommes       | [ 281 ] |  |
| Jeux olympiques d'été de 2008   | Nadezhda Evstyukhina                                                     | Bronze    | Haltérophilie, moins de 75 kg femmes        | [ 278 ] |  |
| Jeux olympiques d'été de 2008   | Tatyana Chernova                                                         | Bronze    | Athlétisme, heptathlon femmes               | [ 286 ] |  |
| Jeux olympiques d'été de 2012   | Tatyana Lysenko                                                          | Or        | Athlétisme, lancer du marteau femmes        | [ 287 ] |  |
| Jeux olympiques d'été de 2012   | Yuliya Zaripova                                                          | Or        | Athlétisme, 3 000 mètres steeple femmes     | ,       |  |
| Jeux olympiques d'été de 2012   | Elena Lashmanova                                                         | Or        | Athlétisme, 20 km marche femmes             | [ 290 ] |  |
| Jeux olympiques d'été de 2012   | Sergey Kirdyapkin                                                        | Or        | Athlétisme, 50 kilomètres marche hommes     | [ 291 ] |  |
| Jeux olympiques d'été de 2012   | Ivan Ukhov                                                               | Or        | Athlétisme, saut en hauteur hommes          | [ 292 ] |  |
| Jeux olympiques d'été de 2012   | Natalya Antyukh                                                          | Or        | Athlétisme, 400 m haies femmes              | ,       |  |
| Jeux olympiques d'été de 2012   | Mariya Savinova                                                          | Or        | Athlétisme, 800 mètres femmes               | [ 295 ] |  |
| Jeux olympiques d'été de 2012   | Darya Pishchalnikova                                                     | Argent    | Athlétisme, lancer du disque femmes         | [ 296 ] |  |
| Jeux olympiques d'été de 2012   | Yevgeniya Kolodko                                                        | Argent    | Athlétisme, lancer du poids femmes          | [ 297 ] |  |
| Jeux olympiques d'été de 2012   | Olga Kaniskina                                                           | Argent    | Athlétisme, 20 kilomètres marche femmes     | [ 298 ] |  |
| Jeux olympiques d'été de 2012   | Apti Aukhadov                                                            | Argent    | Haltérophilie, moins de 85 kg hommes        | [ 299 ] |  |
| Jeux olympiques d'été de 2012   | Aleksandr Ivanov                                                         | Argent    | Haltérophilie, moins de 94 kg hommes        | [ 289 ] |  |
| Jeux olympiques d'été de 2012   | Natalia Zabolotnaya                                                      | Argent    | Haltérophilie, moins de 75 kg femmes        | [ 289 ] |  |
| Jeux olympiques d'été de 2012   | Svetlana Tsarukayeva                                                     | Argent    | Haltérophilie, moins de 63 kg femmes        | [ 300 ] |  |
| Jeux olympiques d'été de 2012   | Équipe de relais (Antonina Krivoshapka, Yulia Gushchina, Tatyana Firova) | Argent    | Athlétisme, 4 × 400 mètres femmes           | [ 301 ] |  |
| Jeux olympiques d'été de 2012   | Tatyana Chernova                                                         | Bronze    | Athlétisme, heptathlon femmes               | [ 302 ] |  |
| Jeux olympiques d'été de 2012   | Svetlana Shkolina                                                        | Bronze    | Athlétisme, saut en hauteur femmes          | [ 303 ] |  |
| Jeux olympiques d'hiver de 2014 | Bob à 2 (Alexandr Zubkov, Alexey Voyevoda)                               | Or        | Bobsleigh, Bob à 2                          | ,       |  |
| Jeux olympiques d'hiver de 2014 | Bob à 4 (Alexandr Zubkov, Alexey Voyevoda)                               | Or        | Bobsleigh, Bob à 4                          | ,       |  |
| Jeux olympiques d'hiver de 2014 | Équipe de relais (Evgeny Ustyugov)                                       | Or        | Biathlon, relais hommes                     | [ 306 ] |  |
| Jeux olympiques d'hiver de 2014 | Équipe de relais (Olga Zaitseva)                                         | Argent    | Biathlon, relais femmes                     | ,       |  |
| Jeux olympiques d'été de 2016   | Misha Aloyan                                                             | Argent    | Boxe, poids mouches hommes                  | [ 309 ] |  |

## Autres controverses

### Meldonium
La joueuse de tennis Maria Sharapova est suspendue le 8 juin 2016 pour deux ans par la Fédération internationale de tennis après avoir été contrôlée positive au meldonium en janvier de la même année lors de l'Open d'Australie 2016. Suspension finalement ramenée à quinze mois. Elle fait son retour en avril 2017.

### Propagande sur Twitter
Selon Reuters, les trolls russes participent à la diffusion sur Twitter du hashtag #NoRussiaNoGames après l'annonce par le CIO que la Russie est suspendue des Jeux olympiques d'hiver de 2018. L'un des comptes identifiés par Reuters comme particulièrement actif est @ungestum, qui est situé dans la ville russe d'Orenbourg. Le compte a envoyé 238 tweets constitués uniquement du hashtag à d’autres utilisateurs depuis l'annonce de la suspension, indiquant que ceux-ci étaient générés par ordinateur. La campagne a également été fortement encouragée par un groupe d'au moins cinq comptes qui ont tweeté le hashtag à plusieurs reprises, dont le compte @03_ppm, qui a envoyé au moins 275 tweets de ce type.

## La couverture médiatique
Le dopage russe a été présenté dans plusieurs documentaires diffusés en Allemagne, en France et aux États-Unis :
- Geheimsache Dopage: Wie Russland seine Sieger macht (Le Dopage Secret: Comment la Russie Crée des Champions), ARD / Das Erste, diffusé le 3 décembre 2014[28]
- Geheimsache Dopage. Im Schattenreich der Leichtathletik (Le Dopage Secret: Le Monde Mystérieux de l'Athlétisme), ARD / Das Erste, diffusé le 1er août 2015[311]
- Geheimsache Dopage: Russlands Täuschungsmanöver (Le Dopage Secret: la Russie Harengs Rouges), ARD / Westdeutscher Rundfunk, diffusé le 6 mars 2016[49],[312]
- La Russie Dark Secret, 60 Minutes / CBS News, diffusé le 8 mai 2016[313]
- Plus vite, plus haut, plus dopés, Arte, en partenariat avec Le Monde, diffusé le 7 juin 2016[314]
- Icarus, Netflix, dirigé par Bryan Fogel, 2017[315].